# أحمد الشرع
أحمد حسين الشَّرع (ولد في 29 أكتوبر 1982)، هو قائد ثوري وعسكري وسياسي سوري، يشغل منصبَ رئيس الجمهورية العربيَّة السوريَّة منذ 29 يناير (كانون الثاني) 2025. أسهم إسهامًا رئيسًا في هجَمات المعارضة السورية عام 2024، وقاد العمليات العسكرية التي أدَّت إلى سقوط نظام الأسد وتشكيل الحكومة الانتقالية السورية في يوم 10 ديسمبر (كانون الأول). ثم شغل منصبَ القائد الفعلي للبلاد حتى تعيينه رئيسًا للمرحلة الانتقالية.
وُلِد الشرع بمدينة الرياض في المملكة العربية السعودية لعائلة سورية مسلمة سنّية تنحدر من بلدة فيق الواقعة في هَضْبة الجَوْلان. نشأ وترعرع في العاصمة السورية دمشق، في ظلِّ والده حسين علي الشَّرع، المفكِّر والباحث المعروف.
انضمَّ الشرع إلى تنظيم القاعدة في العراق في عام 2003 مع بداية الغزو الأمريكي للعراق، وشارك في التمرُّد المسلَّح على القوَّات الأمريكية والحكومة العراقية لمدَّة ثلاث سنوات. وفي عام 2006 اعتقلته القوَّات الأمريكية حتى عام 2011. عاد الشرع إلى سوريا عقب اندلاع الثورة السورية على نظام بشار الأسد الديكتاتوري. في عام 2012، أسس تنظيم «جبهة النصرة» بدعم من تنظيم القاعدة لتصبح من أبرز الفصائل المسلَّحة المشاركة في الحرب الأهلية السورية. تمكَّن الشرع من بسط نفوذه في محافظة إدلب شمال غربيِّ سوريا، وقاد الجبهة في معارك عديدة على قوَّات النظام السوري.
قاوم أحمد الشرع محاولات أبي بكر البغدادي دمجَ جبهة النصرة بتنظيم الدولة الإسلامية (داعش)، ممَّا أدَّى إلى صراع مفتوح بين التنظيمين. وفي عام 2016، أعلن الشرع رسميًّا قطع عَلاقته بتنظيم القاعدة بعد تفاقم الخلافات في إستراتيجية العمليات والجهاد العابر للحدود. وفي العام التالي، دمج«جبهة النصرة» بتنظيمات أُخرى لتأسيس«هيئة تحرير الشام»، التي سعت إلى تقديم نفسها قوَّةً محلِّية تهدف إلى إدارة المناطق السورية الخاضعة لسيطرتها.
سعى الشرع بعد تشكيل هيئة تحرير الشام إلى تقديم صورة أكثر اعتدالًا، فأنشأ إدارة مدنية في المناطق الخاضعة له؛ لتقديم خِدْمات عامَّة، وجمع الضرائب، وإصدار بطاقات هُويَّة للسكَّان. ومع ذلك، وُجِّهت انتقاداتٌ واسعة للهيئة بسبب أساليبها القمعية تجاه المعارضين. وأدرجت وِزارة الخارجية الأمريكية الشرع على قائمة «الإرهابيين الدَّوليين» في مايو (أيَّار) 2013، وأعلنت بعد أربع سنوات مكافأةً قدرُها 10 ملايين دولار لمن يُدلي بمعلومات تؤدِّي إلى القبض عليه. أُلغيَ هذا العرض في ديسمبر (كانون الأول) 2024، بعد اجتماع الشرع بوفد أمريكي بقيادة مساعدة وزير الخارجية لشؤون الشرق الأدنى باربرا ليف.
في عام 2024، قاد الشرع هجَمات واسعة للمعارضة السورية على قوَّات النظام، نجحت في إسقاط نظام بشار الأسد، وتشكيل حكومة انتقالية في 10 ديسمبر (كانون الأول). وفي 29 يناير (كانون الثاني) 2025، عُيِّن الشرع رئيسًا للجمهورية العربية السورية للمرحلة الانتقالية. وتلقَّى تهانيَ عدد من قادة الدول العربية، منهم ملوك ورؤساء قطر، والسعودية، والأردن، والإمارات العربية المتحدة، ومصر.
في «مؤتمر النصر»، أكَّد الشرع ضرورةَ المصالحة الوطنية، وصياغة دستور جامع، وتعهَّد بملاحقة مرتكبي جرائم النظام لضمان العدالة، وحماية الأقلِّيات، وأعلن تشكيل لجنتين لاختيار مجلس تشريعي ومؤتمر للحوار الوطني، وإصدار إعلان دستوري ليكون مرجعًا قانونيًّا، متعهدًا بتحقيق السِّلم الأهلي ومحاربة الفساد. وأعلن حلَّ الفصائل العسكرية ودمجها بمؤسسات الدولة، وإعادة بناء الجيش، وإلغاء دستور 2012 والقوانين الاستثنائية، وتفكيك حزب البعث العربي الاشتراكي وأحزاب الجبهة الوطنية التقدمية (مثل الحزب السوري القومي الاجتماعي) وحظر إعادة تشكيلها واستعادة أصولها، إضافة إلى حلِّ مجلس الشعب، واللجان المنبثقة عنه، وحلِّ جميع الأجهزة الأمنية التابعة للنظام السابق، بفروعها وأسمائها المختلفة.
دعا الشرع السوريين للمشاركة في بناء وطن جديد قائم على العدل والشورى، وأكَّد ضرورةَ التحوُّل من عقلية الثورة إلى عقلية الدولة لتنمية الاقتصاد لاستعادة مكانة سوريا الدَّولية.
أجرى الشرع عدة زيارات رسمية إلى دول أخرى ووقع اتفاقًا مع قوات سوريا الديمقراطية لدمج مؤسساتها العسكرية والمدنية في الدولة السورية. كما وقع دستورًا مؤقتًا ينص على مرحلة انتقالية مدتها خمس سنوات، وأعلن تشكيل الحكومة الانتقالية. في عام 2025، أدرجته مجلة "تايم" كأحد أكثر 100 شخص تأثيرًا في العالم.

## النشأة والتعليم

### خلفية العائلة

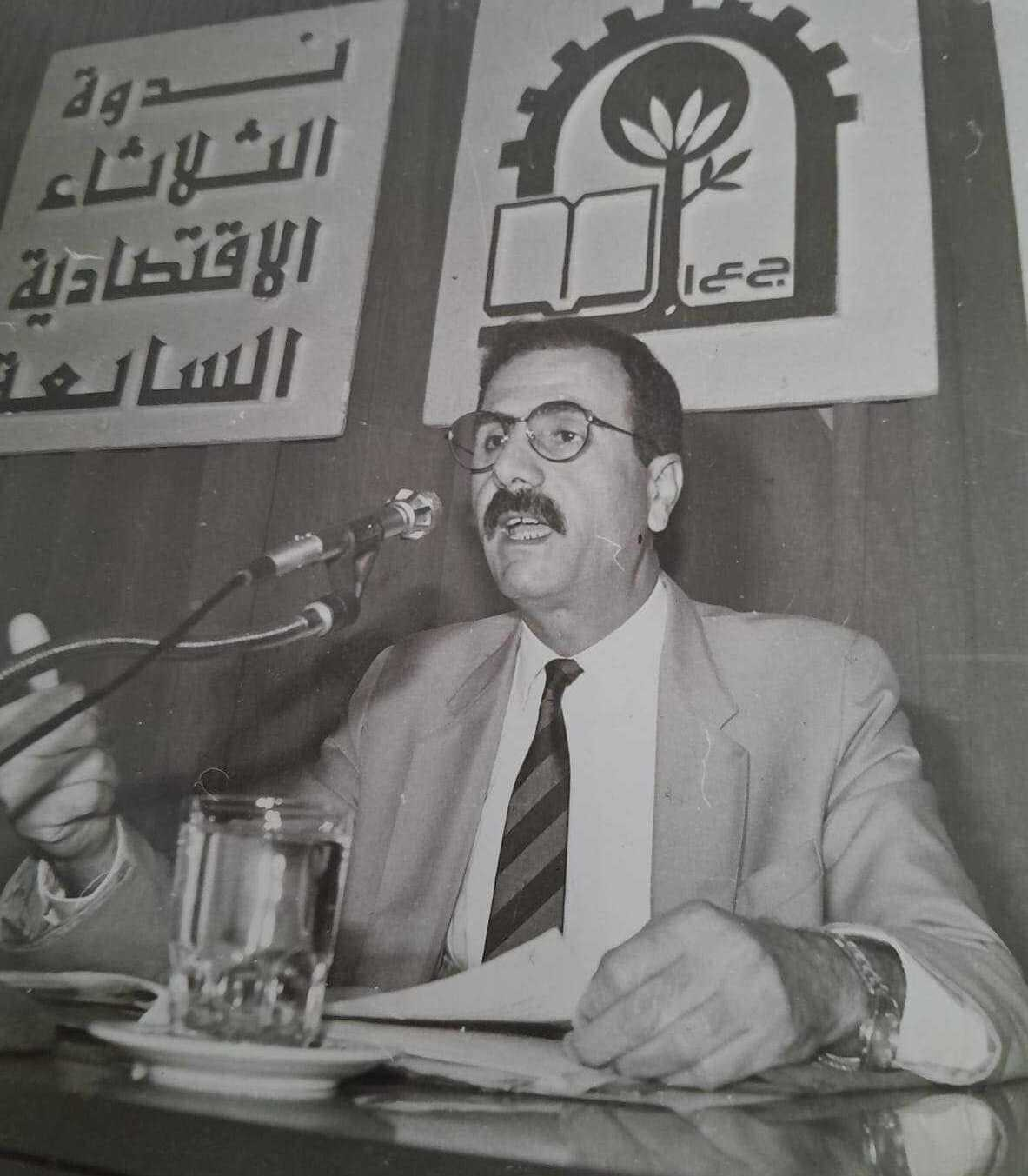
حسين الشرع سنة 1992

نسب تلفزيون سورية في تقرير أعده أحمد الشرع إلى حُسين الشرع، وهو أكاديميّ ومؤلف قوميّ عربيّ، كان متأثرًا بأفكار الفرع العراقيّ لحزب البعث العربي الاشتراكي وجمال عبد الناصر (الناصرية). ويوجد اتفاق واسع في المصادر المعاصرة على صحة هذا النسب.
ولد حسين الشرع في بلدة فيق في زوية حوران جنوب الجولان عام 1944م لأسرةٍ كانت من كبار الملاك وذوي الوجاهة (ما يُعرف بـ«الآغوات») في المنطقة، وشاركت في ثورة الزوية (1920- 1927م) على الاحتلال الفرنسي لسوريا. درس حتّى الثانويّة في ثانويّة فيق، وفي عام 1963م شارك في مظاهرات بلدته المناهضة لانفصال سوريا عن مصر وانقلاب 1963م في سوريا الذي نفَّذه حزب البعث العربيّ الاشتراكيّ، اعتُقل مع عددٍ من أقرانه الطّلاب لمدة أربعة أيّام وأُفرجَ عنهم بعد وساطات عشائريّة. رفض الانضمام للبعث وسافر إلى الأردن بغرض السفر إلى القاهرة، واعتُقل في الأردن مدة شهرٍ ونصف وسافر بعدها إلى العراق، وهناك أكمل الثانويّة في المدرسة الإعداديّة ودرس الاقتصاد وتخرج في الجامعة عام 1969م، وأيام إقامته في العراق حدثت نكسة 1967م واحتلال الجَولان وتدمير بلدته ونزوح أهلها.
سافر حُسين الشرع إلى السعودية عام 1979م بعد تعاقده مع وِزارة البترول السعودية بوظيفة باحثٍ اقتصاديّ، ألَّف فيها عدّة كتبٍ تخصُّصيّة، كما كتب مقالاتٍ سياسيّةً واقتصاديةً في جريدتيّ الرّياض والجزيرة السعودية حتّى استقال من عمله عام 1988م.

### النشأة

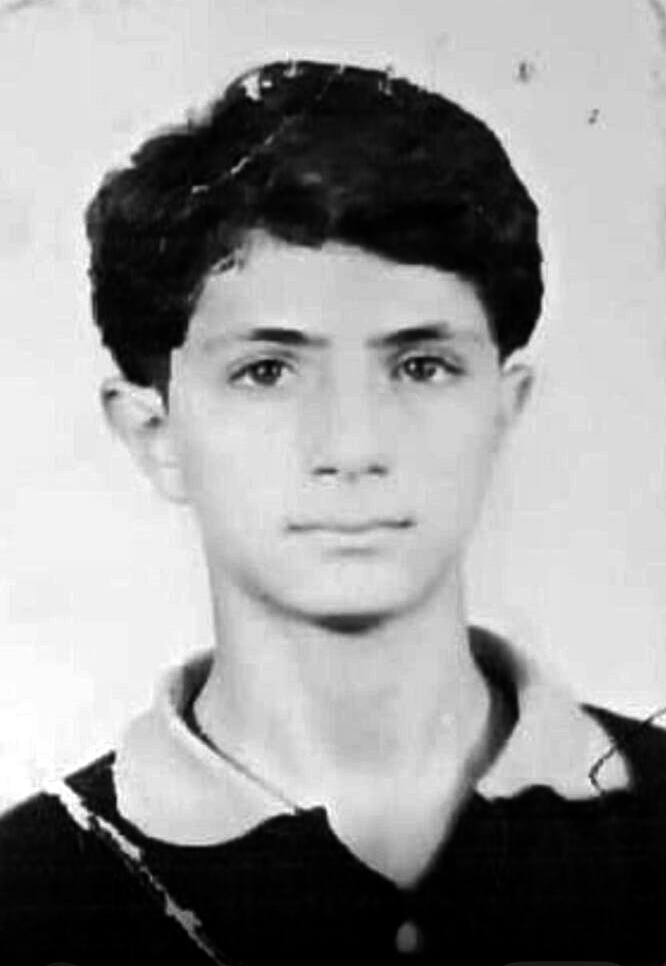
أحمد الشرع سنة 1996

وُلِدَ أحمد الشرع في الرياض، يوم الجمعة 12 محرم 1403 هـ الموافق 29 أكتوبر (تشرين الأول) 1982م، عندما كان والدُه موظفًا في وزارة البترول هناك. انتقل مع عائلته عام 1989 إلى دمشق، وسكنوا في حيِّ المِزَّة غربيَّ المدينة، عمل جزئيًّا في طفولته في (بقالة) يملكها والدُه. تردَّد إلى جامع الشافعي في حيِّه، وفي عمر السابعة عشرة، أصبح متدينًا.
كان يختلف مع كثير من أفكار والده إلا أنه كان يتفق معه بشأن فلسطين، التي أثَّرت به إلى جانب حكاية نزوح جدِّه وأسرته من هضبة الجولان، ذكر الشرع أن الانتفاضة الفلسطينية عام 2000 كان لها تأثير في توجُّهاته التي اختارها في حياته.
درس الإعلام في جامعة دمشق وكان في تلك الحِقْبة يسافر يوم الجمعة من دمشق إلى حلب ليحضر خطب محمود قول آغاسي (أبي القعقاع) هناك. لم يكمل دراسته؛ فقد غادر إلى العراق عام 2003 مع الغزو الأمريكيّ، وانضمَّ إلى تنظيم القاعدة تحت قيادة أبي مصعب الزرقاوي.

### حياته الشخصية
لم يُعرف الكثير عن الحياة الشخصيّة للشرع الذي حَرص على عدم مشاركتها مع وسائل الإعلام حتى مُنتصف عام 2016. ذكرت مجلة التايم في أحد تقاريرها أنَّه في أحد الاجتماعات التي ضمَّت الجماعات المُسلَّحة البارزة وحضَرَه قادة كتائب أحرار الشام ولواء صقور الشام ولواء الإسلام وغيرها من الكتائب؛ أنَّ أحمد الشرع الذي كان يٌعرف بإسم أبي محمد الجولاني حينها جلس مُتلثمًا رافضًا الكشف عن هُويته وجرى تقديمُه إلى الحضور بمعرفة أمراء الجبهة في حلب وإدلب. الجدير بالذكر هنا أن النصرة عمومًا كانت مصبوغة بهذا النوع من التَّكتّم والسّريّة وترفض التصوير والتصريح لأحدٍ إلا بإذنٍ سابقٍ من الأمير، وترفض بتاتًا الإدلاء بأيّ معلومةٍ تخصّ أسماء القادة أو أعداد المقاتلين أو مصادر التمويل.
في 18 فبراير (شباط) 2019 أعلنت وكالة الأنباء الروسيَّة سبوتنيك أنَّ الشرع أُصيب بشظية في رأسه من جرَّاء انفجارٍ في مدينة إدلب، ونُقل غائبًا عن وعيه إلى مستشفى في مقاطعة حطاي التركية، لكن تركيا نفت كلَّ هذه المزاعم حينها.

## المسيرة العسكرية

### حرب العراق
انتقلَ الشرع إلى العراق لمحاربةِ القواتِ الأمريكيَّة بعدَ الغزو عام 2003، وسُرعان ما ارتقى في صفوف تنظيمِ قاعدة الجهاد في بلاد الرافدَين حيثُ أصبَح مقربًا من زعيم التَّنظيم آنذاك أبو مصعب الزرقاوي. وبعدَ مقتلِ الزرقاوي في غارة جويَّة أمريكيَّة عام 2006، غادرَ الشرع العراق وظل لفترةٍ قصيرةٍ في لبنان، حيث قدَّم الدعم اللوجستيّ لجماعةِ جند الشام المُسلّحة.[بحاجة لمصدر] ثمَّ عادَ إلى العراق لمواصلة القتال لكنَّه اعتُقل هذه المرَّة من قِبَل الجيش الأمريكيّ واُحتُجز في مُعسكر بوكا الَّذي كان سجنًا لعشراتِ الآلاف من «المتشدّدين المُشتبهِ بهم». في تلكَ الفترة؛ درَّس الشرع اللُّغة العربيَّة الفصحى للسُّجناء الآخرين فزادت شعبيّته.
بعد إطلاقِ سراحه من سجنِ بوكا في عام 2011، استأنفَ الشرع عمله العسكريّ حيثُ عَملَ هذه المرة إلى جانب أبو بكر البغداديّ رئيس دولة العراق الإسلاميّة آنذاك. برزَ بروزًا سريعًا في المعارك فعُيّنَ رئيسًا لعملياتِ دولةِ العراق الإسلاميَّة في محافظة نينوى.

### الحرب الأهليّة السوريّة

#### الثورة عام 2011

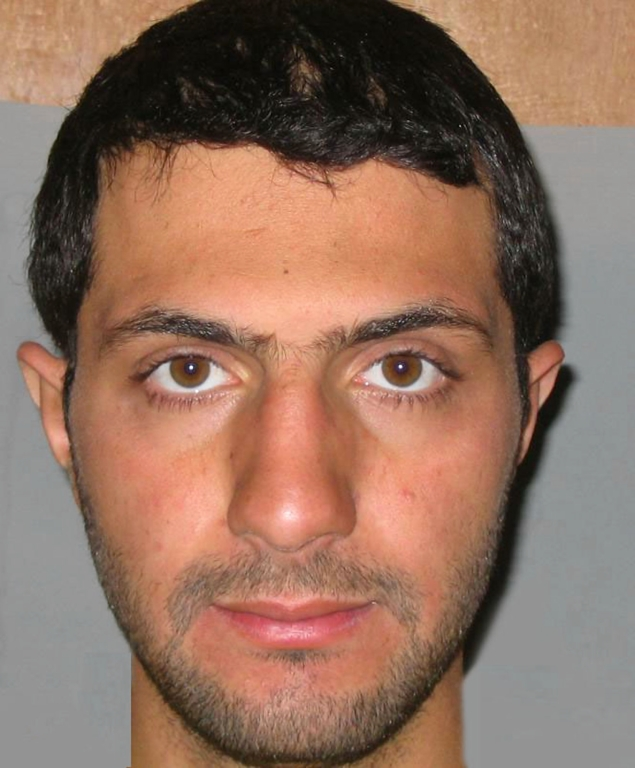
أحمد الشرع سنة 2006، بعدما اعتقلته القوات الأمريكية في العراق

بعد فترة وجيزة من اندلاع الثورة ضدّ حكومة الرئيس السُّوريّ بشار الأسد في عام 2011، لعب الشرع دورًا مُهمًّا في التَّخطيطِ لتأسيسِ فرعٍ لدولة العراق الإسلاميَّةِ في سوريا حيثُ أشرفَ على تشكيلِ ما عُرف باسمِ جبهة النصرة. كانت هذه المجموعة بمثابة الفرع السوريّ لدولة العراق الإسلاميَّة بقيادةِ أبو بكر البغدادي الَّذي سهّلت على الشرع مأموريّته بعدما مدّهُ بالمُقاتِلينَ والأسلحةِ والمال.
تختلفُ المصادرُ في الشرع وما إذا كان هو صاحبُ فكرة تشكيل جبهة النصرة أم أنّ قائدًا آخر في دولة العراق الإسلاميّة هو صاحب فكرة التشكيل؛ لكنّ المؤكدّ أنّ الشرع قد عُيّنَ أميرًا للنصرة وذلك في يناير (كانون الثاني) 2012. في نفس الفترة؛ أعلنت وزارة الخارجيَّة الأمريكيَّة أن جبهة النصرة هي «منظمةٌ إرهابيَّةٌ» مُشيرةً إلى أنَّها كانت مجرد اسمٍ مستعارٍ جديدٍ لتنظيم القاعدة في العراق (المعروف أيضًا باسم دولة العراق الإسلاميَّة). تحت قيادة الشرع؛ تطوَّرت النصرة شيئًا فشيئًا لتُصبح واحدةً مِن أقوى «الجماعاتِ الجهاديَّة» في سوريا.

#### صعود داعش
اكتسبَ الشرع مكانةً بارزةً في أبريل (نيسان) 2013 عندما رفض محاولة البغداديّ تصفية جبهة النصرة كمجموعةٍ فرعيَّة وإدماجها مباشرةً في دولة العراق الإسلاميَّة لتشكيلِ ما عُرف بتنظيم الدولة الإسلامية في العراق والشام (داعش). هذه الخطوة كانت ستضعُ كل القادة والقرارات تحتَ سيطرة أبو بكر البغداديّ ونفس الأمر بالنسبة للأراضي وما إلى ذلك. ومن أجل تجنب فقدان الحكم الذاتيّ والهويّة الفرديّة لجبهة النصرة؛ تعهّدَ الشرع بالولاءِ لزعيم القاعدة أيمن الظواهريّ الذي أيّد طلب الشرع بالحفاظِ على جماعته كياناً مُستقلاً. على الرغم من ذلك فإن النصرة كانت قد أقسمت بالفعل على الولاء لتنظيم القاعدة عبر دولة العراق الإسلاميَّة، لكنَّها بعد هذه الخطوة تجاوزت الأخيرة وأصبحت تابعةً للأولى مُباشرةً. هذا التغيير في سلسلة الولاء جعل النصرة فرع القاعدة الرسميّ في سوريا. على الرُّغم من تقديمهِ يمين الولاء لأيمن الظواهريّ؛ إلَّا أنَّ أبو بكر البغداديّ رفض هذا القرار وأعلنَ أن مضيّهِ في توحيد المنظمتين تحتَ مظلّة واحدة مما تسبّبَ في اندلاع اشتباكات بين جبهة النصرة وداعش للسَّيطرةِ على الأراضي السوريَّة.
احتكّت النصرة بفصائل أُخرى من المعارضةِ السوريَّة حيثُ هاجمتهم أحيانًا واستولت على أراضيهم في أحيانٍ أُخرى، كما دخلت الجبهة في بعضِ المعارك ضدَّ الجيش السوريّ الحُرّ، وعلى الرغمِ من ذلك عملت إلى جانبِ فصائله أحيانًا في بعض المناطق التي تُسيطر عليها المعارضة، خاصةً أنَّ معظم مقاتليها من السوريين الذين حاربَ الكثير منهم القوات الأمريكيَّة في العراق. على النقيض من ذلك؛ هناك تنظيم داعش غير المقبول في سوريا والذي يتألّف إلى حدٍّ كبيرٍ من مقاتلين أجانب. تعرّض هذا التنظيم "بغض النظر عن تصنيفهِ منظمةً إرهابيَّة عالميَّة" لانتقاداتٍ عدّة في الداخل السوريّ بسبب وحشيّته ومحاولته فرض نسخةٍ صارمة من الشَّريعةِ الإسلاميَّة في المناطق الخاضعة لسيطرته.
أصدرَ الشرع بيانًا صوتيًّا في 28 سبتمبر (أيلول) 2014 صرَّح فيه بأنه «سيُحارب الولايات المتحدة وحُلفاءها، وحثَّ مقاتليه على عدم قَبول مساعدة الغرب في معركتهم ضد داعش». ولكنَّه تراجع فيما بعد عن تهديد أمريكا، ففي مقابلةٍ أجراها الصحفيُّ الأمريكي مارتن سميث معه في مطلع فبراير (شُباط) 2021 قال الشرع: إن «هيئة تحرير الشام لا تشكّل أيَّ تهديدٍ للولايات المتحدة الأمريكية، وعلى الإدارة الأمريكية رفعَها من قائمتها للإرهاب». وأضاف: «كنَّا ننتقد بعض السياساتِ الغربيَّة في المنطقة، أمَّا أن نشنَّ هجَماتٍ على الدول الغربية، فلا نُريد ذلك». وفي خطاب انتصاره بعد سُقوطِ دمشق صرَّح أن «الانتصار نقطة تحوُّل في المنطقة» واستنكر تدخُّل إيران في المنطقة وعدَّها «مصدرًا للطائفية والفساد».

#### عودة النصرة
في أواخر مايو  (أيار) 2015، وأثناء الإنتفاضة الشعبية السوريّة، أجرى الصحفيّ أحمد منصور مقابلةً مع الشرع بُثَّت على قناة الجزيرة حيث أُخفي وجهه. في تلك المقابلة؛ وصفَ الشرع جنيف للسلام بأنَّّه مهزلة وادّعى أن الائتلاف الوطنيّ لقوى الثّورة والمعارضة المدعوم من الغرب لا يُمثّل الشعب السوريّ وليس له وجود بريّ في سوريا. ذكر الشرع أيضًا أن النصرة ليس لديها خطط لمهاجمة أهداف غربيَّة؛ وأن أولويتها تُركّز على محاربة النّظامِ السُّوريّ وحزبُ اللهِ بالإضافةِ إلى تنظيم الدولة الإسلامية. قالَ الشرع حينها: «جبهة النصرة ليس لديها أي خطط أو توجيهاتٍ لاستهداف الغرب. تلقَّينا أوامر واضحة من أيمن الظواهري بعدم استخدام سوريا كمنصَّةِ انطلاقٍ لمُهاجمةِ الولايات المتحدة أو أوروبا من أجل عدمِ تخريب المُهمَّة الحقيقيَّة ضدَّ النّظام. ربما تفعل القاعدة ذلك ولكن ليس هنا في سوريا... تُقاتلنا قوات الأسد من جهةٍ، وحزبُ اللهِ من جهةٍ أُخرىٰ، وداعش على جبهةٍ ثالثةٍ. الأمر كلّه يتعلّق بمصالحهم المُشتركة!»
عندما سُئل عن خطط النصرة لسوريا ما بعد الحرب؛ صرّح الشرع أنه بعد انتهاء الحرب سيجري التشاور مع جميع الفصائل في البلاد وذلك قبل أن يُفكر أيّ شخص في «إقامة دولة إسلامية» في إشارةٍ للبغدادي كما ذكر أن النصرة لن تستهدفَ الأقليّة العلوية في البلاد على الرغم من دعمها لنظام الأسد؛ واسترسل: «حربنا ليست مسألة انتقام ضد العلويين على الرغم من حقيقة أنهم في الإسلام يُعتَبرون زنادقة.»
بحلول أكتوبر (تشرين الأوَّل) 2015، دعا الشرع إلى شنّ هجماتٍ عشوائيَّةٍ على القُرى العلويَّة في سوريا حيثُ قال: «لا يوجد خيارٌ سوىٰ تصعيد المعركة واستهداف البلدات والقُرىٰ العلويَّة في اللاذقية» كما دعا إلى شنّ هجمات ضدّ الرُّوس بسبب دعمهم للنّظام السُّوريّ. أعلنَ الشرع في 28 يوليو/ تمّوز 2016م في رسالةٍ مُسجّلةٍ أنّ جبهة النصرة ستُصبح من الآن فصاعدًا تحتَ الاسم الجديد جبهة فتح الشام، كما أكّد على أنَّ مجموعتهُ ليس لها أيُّ انتماءٍ لأيّ جهةٍ خارجيَّة. تصريحهُ هذا قُرِأ وَفُسّر من بعض المُحلّلين على أنّه إعلانُ انفصال عن القاعدة إلَّا أنَّ المجموعة لم تذكر ذلك على وجهِ الخصوص كما لم يتخلَّ الشرع عن يمين ولائه لأيمن الظواهريّ.

### تشكيل هيئة تحرير الشام
في 28 يناير (كانون الثاني) 2017، أعلن الشرع حلّ جبهة فتح الشام واندماجها في منظمة إسلاميَّة سوريَّة أكبر وهي هيئة تحرير الشام، تحت هيئة تحرير الشام، أعطت المجموعة الأولويَّة لمحاربة القاعدة وداعش في محاولةٍ لتحسين مكانتها مع الدول الغربيَّة. نجحت هيئة تحرير الشام في هزيمة داعش والقاعدة ومعظم القوى المُعارضة في أراضيها، وفرضت سيطرتها على معظم محافظة إدلب، الّتي تديرها من خلال حكومة الإنقاذ السوريَّة المُتحالفة مع هيئة تحرير الشام.

### معركة ردع العدوان
في 1 ديسمبر (كانون الأوّل) 2024، ذكرت مجلة الأسبوع مزاعم غير مؤكدة متداولة في وسائل الإعلام العربيَّة ووسائل التواصل الاجتماعي بأن الشرع قُتل في غارة جويّة روسيّة،  ولكن دٌحضت هذه المزاعم عندما زار الشرع قلعة حلب في 4 ديسمبر (كانون الأوّل) 2024، بعد تحريرها في وقتٍ سابقٍ من ذلك الشهر.
وأكد الشرع في تصريحات له بعد سقوط نظام الأسد أن المرحلة القادمة ستكون فرصة لخدمة السوريين وبناء المستقبل، وأوضح أنه لا مبرر لأي تدخل خارجي بعد خروج القوات الإيرانية من سوريا، معتبرًا أن المشروع الإيراني كان مؤذيًا، وأن الانتصار في سوريا هو انتصار على هذا المشروع. كما أكد أن ما حدث في سوريا لم يكن صدفة، بل كان نتيجة تحضيرات طويلة. بخصوص العلاقات مع روسيا، ذكر أن الروس بدأوا يشعرون بالإحباط من نظام الأسد، وأن القيادة الجديدة في سوريا منحت روسيا فرصة لبناء علاقة جديدة. وفيما يتعلق بالقيادة السورية، أشار إلى ضرورة الابتعاد عن عقلية الثورة والانتقال نحو قانون ودولة مؤسسات.
في السادس من ديسمبر (كانون الأوّل)، وفي مقابلة وجهاً لوجه مع شبكة سي إن إن، أعلن الشرع أن هدف الهجوم هو إزاحة الأسد من السلطة. وتعهد الشرع متحدثاً باسمه الحقيقي بحماية الأقليات وحدد خططاً لإنشاء حكومة قائمة على أطر مؤسسية ومجلس يختاره الشعب. ووفقًا لديرين خليفة من مجموعة الأزمات الدولية، فقد فكر الشرع في حل هيئة تحرير الشام لتعزيز هياكل الحكم المدني والعسكري. كما أعرب عن نيته تسهيل عودة اللاجئين السوريين إلى ديارهم.

## ما بعد سقوط نظام الأسد
أعرب الشرع عن مواقفه بشأن العديد من القضايا السياسية والاجتماعية المتعلقة بسوريا. وعبر عن آرائه في مقابلات مع وسائل الإعلام من سوريا وخارجها وفي الخطابات التي ألقاها في إطار منصبه. وفي خطاب النصر الذي ألقاه بعد تحرير دمشق، أدان إيران باعتبارها مصدرًا للطائفية والفساد، ووصف الانتصار بأنه نقطة تحول للمنطقة.

### تشكيل الحكومة الانتقالية

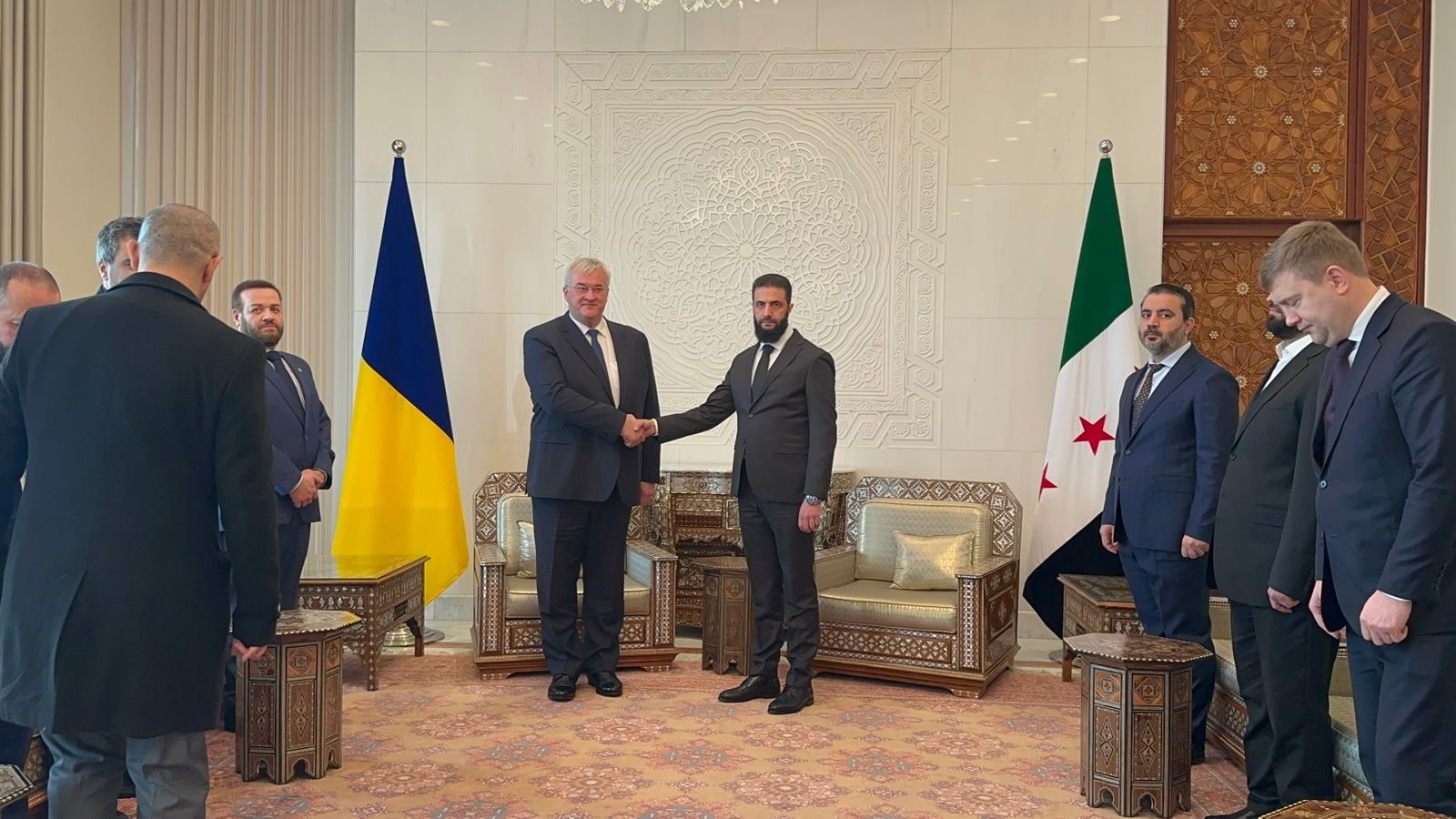
لقاء الشرع بأندري سيبيها من أوكرانيا في دمشق في 30 ديسمبر 2024 لمناقشة استعادة العلاقات الثنائية.

في 8 ديسمبر 2024، أعلن رئيس الوزراء السوري محمد غازي الجلالي أن الحكومة السورية ستسلم السلطة لحكومة جديدة منتخبة بعد رحيل الأسد من دمشق، وأعلن الشرع كذلك أن الجلالي "سيشرف على مؤسسات الدولة حتى تسليمها". وأشار الجلالي في وقت لاحق لقناة العربية إلى أنه والشرع كانا على اتصال قبل الإعلان لمناقشة عملية التسليم. وفي اليوم نفسه، ألقى خطابًا في الجامع الأموي بدمشق، واصفًا سقوط نظام الأسد بأنه "فصل جديد في تاريخ المنطقة" ومنددًا بالمطامع الإيرانية، التي تتسم بالطائفية والفساد. ودان إيران باعتبارها مصدر الطائفية والفساد، ووصف الانتصار بأنه نقطة تحول للمنطقة. وأصبح الشرع بعد ذلك الزعيم الفعلي للبلاد كرئيس لهيئة تحرير الشام.
وفي 9 ديسمبر، نشرت هيئة تحرير الشام مقطع فيديو للشرع والجلالي ومحمد البشير، رئيس حكومة الأمر الواقع. وفي 12 ديسمبر، التقى الشرع مسؤولين أتراك، وهو ما يمثل أول وفد دبلوماسي منذ الإطاحة بالأسد.
في 14 ديسمبر، أكد الشرع في تصريحات له بعد سقوط نظام الأسد أن المرحلة المقبلة ستكون فرصة لخدمة السوريين وبناء المستقبل. وأوضح أنه لا مبرر لأي تدخل خارجي بعد انسحاب القوات الإيرانية من سوريا. وأضاف الشرع للجزيرة نت أن خيارات الحكم ستُناقش بين مجموعة من الخبراء لاختيار رئيس جديد.

### حل الفصائل وبناء مؤسسات الدولة

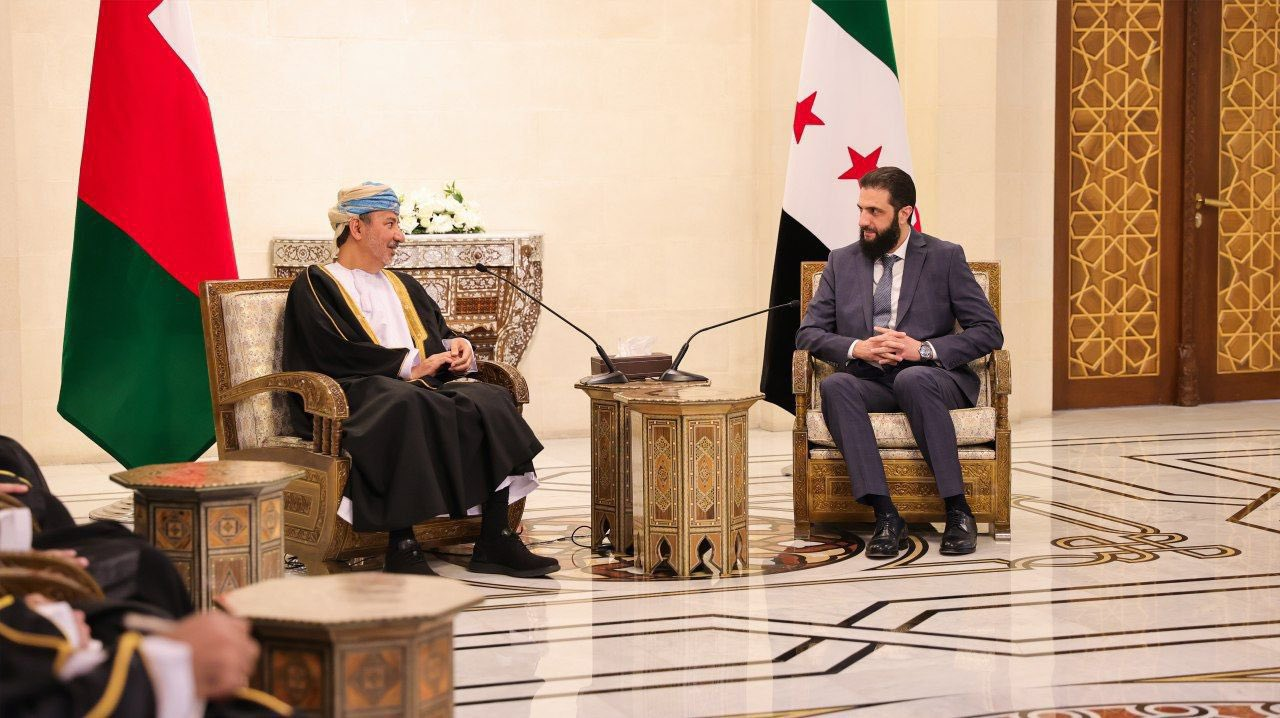
لقاء الشرع مع الشيخ عبد العزيز بن عبدالله الهنائي مبعوث وزارة الخارجية العمانية، بتاريخ 11 يناير 2025.

في 24 ديسمبر، أعلن الشرع حل ودمج عدد من فصائل قوات المعارضة، بما في ذلك الجيش الوطني السوري المدعوم من تركيا، في وزارة الدفاع التابعة للحكومة المؤقتة. بينما أُبرم اتفاق مع قوات سوريا الديمقراطية التي يقودها الأكراد في وقت لاحق ويعذى ذلك التأخير للصراعات التي كانت مستمرة في شمال شرق سوريا. وتزامنت إعادة التنظيم مع جهود الشرع في إنشاء مؤسسات جديدة للدولة، بما في ذلك قوات إنفاذ القانون والأمن، وسط تقارير عن عمليات قتل انتقامية وقطع الطرق. أنشأت الإدارة مراكز مصالحة لجنود النظام السابق وبدأت في تجنيد قوات الشرطة. وفي مقابلة مع قناة العربية في 29 ديسمبر، قال الشرع إنه يتوقع أن تستغرق عملية كتابة دستور جديد لسوريا عامين أو ثلاثة أعوام، مع توقع إجراء انتخابات بعد أربع سنوات. وفي اليوم نفسه، أعلن الشرع ترقية 42 فرداً إلى رتبة عقيد، وخمسة إلى رتبة عميد، واثنين إلى رتبة لواء في الجيش السوري إلى وزير الدفاع هما: مرهف أبو قصرة ورئيس هيئة الأركان العامة للقوات المسلحة والجيش السوري علي نور الدين النعسان.

### مؤتمر إعلان انتصار الثورة السورية
في 29 يناير 2025، عُقد مؤتمر إعلان انتصار الثورة السورية في قصر الشعب بدمشق، بحضور قادة 18 فصيلاً عسكرياً، للإعلان عن انتصار الثورة السورية وبداية مرحلة انتقالية نحو بناء سوريا جديدة.
افتُتح المؤتمر بكلمة ألقاها قائد الإدارة السورية الجديدة، أحمد الشرع، الذي استحضر معاناة دمشق تحت وطأة الاستبداد، حين قال:
| أحمد الشرع | كسر القيد بفضل الله وحُرر المعذبون، ونفضنا عن كاهل الشام غبار الذل والهوان، وأشرقت شمس سوريا من جديد. | أحمد الشرع |

وأكد أن النصر ليس مجرد نهاية معركة، بل مسؤولية عظيمة تتطلب عزيمة مستمرة لإعادة البناء والتطوير. تلا البيان العقيد حسن عبد الغني الناطق باسم إدارة العمليات العسكرية وهو (مقدم منشق عن نظام الأسد)، قائلا:
| أحمد الشرع | بسم الله الرحمن الرحيم بيان إعلان انتصار الثورة السورية: بعد عقود من الظلم والاستبداد، الذي مارسه نظام الأسد المجرم بحق الشعب السوري، وبعد التضحيات الجسام التي قدمها أبطال الثورة السورية العظيمة. على مدى 14 سنة، قدّم خلالها شعبنا الأبي آلاف الشهداء والجرحى والمعتقلين، وملايين المهجرين في ملحمة بطولية امتدت من شهر آذار سنة 2011، إلى أن تكللت بالنصر المؤزر بفضل الله تعالى وتأييده، صبيحة يوم الثامن من شهر كانون الأول سنة 2024، فإننا في إدارة العمليات العسكرية نهنئ شعبنا السوري العظيم بانتصار ثورته المباركة التي تشكل الفرحة الناطقة باسمه، وبناء عليه تعلن ما يلي: أولاً: انتصار الثورة السورية العظيمة، واعتبار الثامن من كانون الأول من كل عام يومًا وطنيًا. ثانيًا: إنهاء العمل بدستور سنة 2012، وإيقاف العمل بجميع القوانين الاستثنائية. ثالثًا: حلّ مجلس الشعب المشكل في زمن النظام البائد، والمؤسسات المنبثقة عنه. رابعًا: حلّ جميع الأجهزة الأمنية التابعة للنظام البائد، بفروعها وتسمياتها المختلفة، وجميع المؤسسات التي أنشأها، وتشكيل مؤسسة أمنية جديدة تضمّ من المواطنين. خامسًا: حلّ حزب البعث العربي الاشتراكي، وأحزاب الجبهة الوطنية التقدمية، وما يتبع لها من منظمات ومؤسسات وأجهزة، ويحظر إعادة تشكيلها تحت أي اسم آخر، على أن تعود جميع أصولها إلى الدولة السورية. سادسًا: استكمالاً لنضالها، وتعزيزًا لدورها في بناء الدولة السورية الجديدة، تحلّ جميع الفصائل العسكرية، والأجسام الثورية السياسية والمدنية، وتدمج في مؤسسات الدولة. سابعًا: يتولى السيد القائد "أحمد الشرع" رئاسة البلاد في المرحلة الانتقالية، ويقوم بمهام رئاسة الجمهورية العربية السورية، ويمثلها في المحافل الدولية. ثامنًا: تفويض السيد رئيس الجمهورية بتشكيل مجلس تشريعي مؤقت للمرحلة الانتقالية، يتولى مهامه إلى حين إقرار دستور دائم للبلاد ودخوله حيز التنفيذ. صدر بتاريخ اليوم الأربعاء، الواقع في 29 من شهر رجب لعام 1446 للهجرة، الموافق 29 من شهر كانون الثاني لعام 2025 للميلاد. والحمد لله رب العالمين | أحمد الشرع |

وعقب ذلك ألقى عدد من قادة الفصائل كلمات خلال مؤتمر "إعلان انتصار الثورة السورية"، أكدوا خلاله على ضرورة البدء بإعادة الإعمار، وعودة المهجرين إلى سوريا.

## رئاسة الجمهورية العربية السورية للفترة الانتقالية

### التعيين

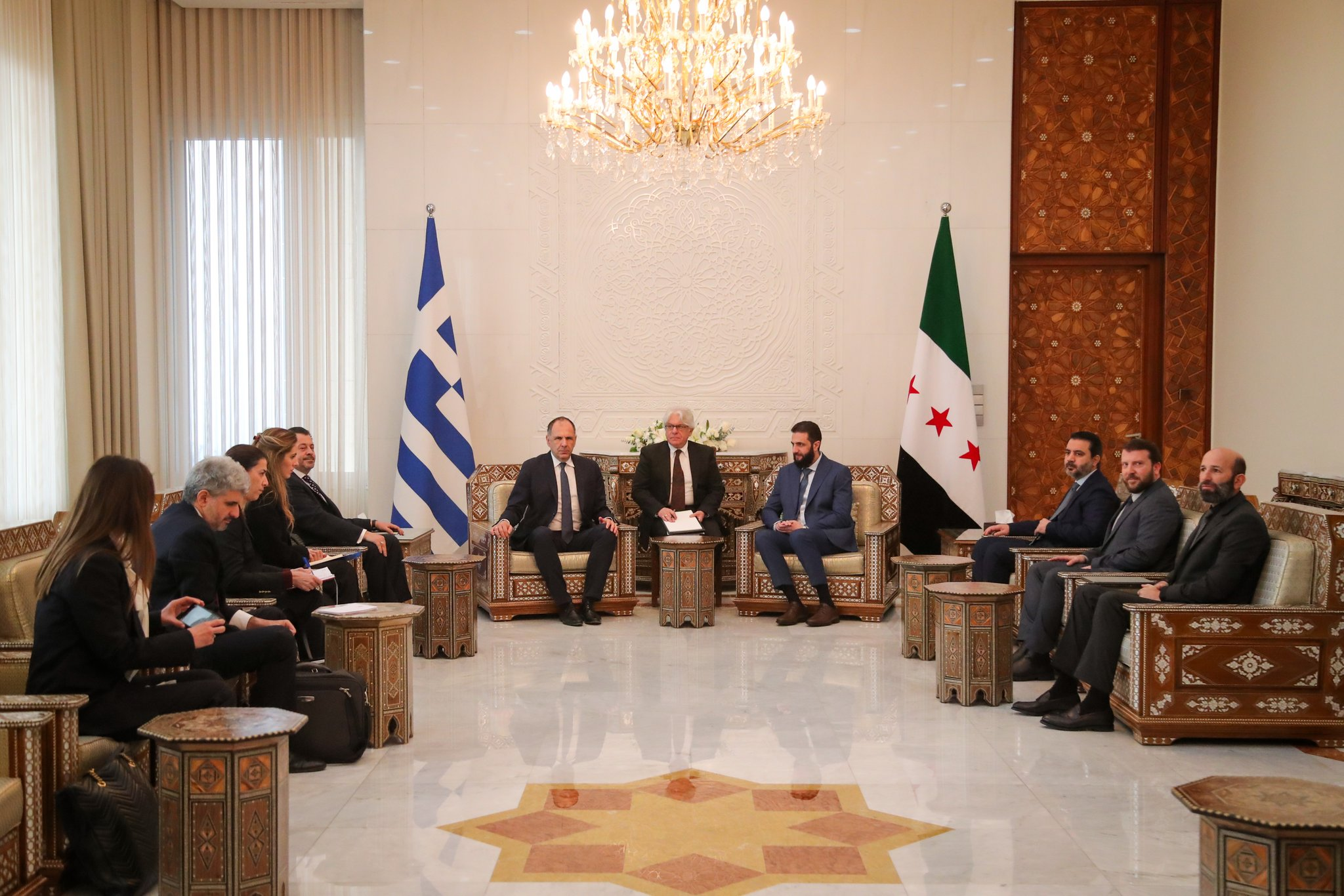
الشرع يلتقي وفداً يونانياً برئاسة وزير الخارجية جيورجوس جيرابتريتيس في سوريا بتاريخ 9 شباط 2025

في مؤتمر النصر الذي عُقد في دمشق، أعلن العقيد حسن عبد الغني، الناطق باسم إدارة العمليات العسكرية، عن اتفاق الفصائل المجتمعة على مبايعة أحمد الشرع لتولي رئاسة الجمهورية العربية السورية خلال المرحلة الانتقالية، ليقوم بمهام رئيس الجمهورية ويمثلها في المحافل الدولية، مع منحه تفويضًا بتشكيل مجلس تشريعي مؤقت حتى إقرار دستور دائم. كما شدد المؤتمر على ضرورة التكاتف حول الرئيس السوري أحمد الشرع لبناء الدولة الجديدة التي انتظرها السوريون لسنوات.
عقب هذا الإعلان، شهدت شوارع دمشق، بما في ذلك ساحة الأمويين، احتفالات واسعة تعبيرًا عن تأييد المواطنين للقرارات الصادرة عن الإدارة الجديدة وتنصيب أحمد الشرع رئيسًا للجمهورية العربية السورية في المرحلة الانتقالية. كما تلقى الشرع تهاني من قادة الدول العربية والمجتمع الدولي، معربين عن دعمهم للمرحلة الانتقالية في سوريا وتطلعهم إلى تعزيز العلاقات الثنائية وتحقيق السلام في المنطقة.

### القرارات المبكرة
في 30 يناير 2025، بعد يوم واحد من تولي أحمد الشرع رئاسة الجمهورية، أصبح أمير قطر، الشيخ تميم بن حمد آل ثاني، أول زعيم عربي يزور دمشق بعد سقوط نظام الأسد. وركزت زيارته على مناقشة جهود إعادة الإعمار في سوريا بعد سنوات من الصراع، بالإضافة إلى قضايا إقليمية ودولية أخرى.
في 2 فبراير، زار الرئيس الشرع برفقة وزير الخارجية أسعد الشيباني العاصمة السعودية الرياض، بأول زيارة رسمية له إلى الخارج عُقب سقوط النظام السابق، التقى ولي العهد الأمير محمد بن سلمان، ثم انتقل إلى مدينة جدة، ومنها إلى مكة المكرمة لأداء مناسك العمرة.
في 4 فبراير، توجه الشرع إلى تركيا في ثاني زيارة خارجية له، حيث عقد اجتماعًا مع الرئيس التركي رجب طيب أردوغان لمناقشة مستقبل العلاقات الثنائية، ودعم الاستقرار في سوريا، والتعاون في ملفات إعادة الإعمار والأمن. وفي 8 فبراير، استقبل الشرع في دمشق وفدًا من منظمة حظر الأسلحة الكيميائية، برئاسة المدير العام فرناندو أرياس، في أول اجتماع رسمي للمنظمة مع القيادة الجديدة منذ الإطاحة بالأسد.
في 12 فبراير، أجرى الشرع مكالمة هاتفية مع الرئيس الروسي فلاديمير بوتين، ليكون هذا أول تواصل بين روسيا والرئاسة السورية الجديدة. وفي اليوم نفسه، عقد الشرع اجتماعًا مع ممثلين عن الائتلاف الوطني السوري وهيئة التفاوض السورية، بحضور رئيسيهما هادي البحرة وبدر جاموس. وأسفر اللقاء عن إعلان حلّ المنظمتين وإدماج أعضائهما ضمن الهياكل السياسية والإدارية الجديدة في البلاد.
في 17 فبراير، زار الشرع محافظتي اللاذقية وطرطوس في الساحل السوري، وهما من المناطق التي كانت تُعتبر معاقل رئيسية للنظام السابق. وفي 21 فبراير، التقى بالسفير الصيني في دمشق، شي هونغوي، في أول لقاء رسمي بين القيادة السورية الجديدة والصين منذ سقوط النظام السابق، حيث بحثا سبل التعاون الاقتصادي والاستثماري.
في 23 فبراير، أطلق رئيس الوزراء الإسرائيلي بنيامين نتنياهو دعوة لنزع السلاح الكامل من جنوب سوريا، وخاصة في محافظات القنيطرة ودرعا والسويداء، مع مطالبة بانسحاب القوات السورية من المناطق الجنوبية القريبة من دمشق. وبعد ساعات، نفذت القوات الإسرائيلية سلسلة غارات جوية استهدفت مواقع في العاصمة دمشق ومناطق جنوب البلاد.
في كلمته خلال افتتاح مؤتمر الحوار الوطني السوري، شدد الرئيس الشرع على أهمية الوحدة الوطنية والتعاون بين مختلف مكونات المجتمع السوري، داعيًا المجتمع الدولي لدعم سوريا في مواجهة تحدياتها. كما أعلن عن خطط لإنشاء لجنة للعدالة الانتقالية، مؤكدًا ضرورة دمج الفصائل المسلحة ضمن الجيش الوطني الجديد، مع التزام الدولة بالحفاظ على احتكار القوة والسلاح.
في 26 فبراير، زار الشرع العاصمة الأردنية عمّان حيث التقى بالملك عبد الله الثاني، وذلك في إطار ثالث جولاته الخارجية لتعزيز العلاقات الإقليمية ودعم الاستقرار في المنطقة. 
في 2 مارس، أعلن عن تشكيل لجنة لصياغة إعلان دستوري يُنظم المرحلة الانتقالية، تمهيدًا لوضع أسس الحكم الجديد في سوريا.

### الدستور السوري المؤقت
في 29 يناير 2025، خلال مؤتمر نصر الثورة السورية، أعلن حسن عبد الغني، المتحدث باسم قيادة العمليات العسكرية، إلغاء دستور عهد حزب البعث لعام 2012. وفي خطابه الأول في 31 يناير أعلن الشرع أنه سيعقد "مؤتمر حوار وطني" ويصدر "إعلاناً دستورياً" ليكون "مرجعاً قانونياً" خلال فترة الانتقال السياسي. في 12 فبراير، أعلنت الحكومة المؤقتة تشكيل لجنة تحضيرية لمؤتمر الحوار الوطني السوري المرتقب، تألفت من سبعة أعضاء هم: حسن الدغيم، ماهر علوش، ومحمد مستت، ويوسف الهجر، هند قبوات، هدى أتاسي،  مصطفى موسى.
في 2 مارس، أعلن الشرع تأسيس لجنة مكلفة بصياغة إعلان دستوري لتوجيه مرحلة الانتقال في البلاد عقب الإطاحة بنظام الأسد. في 13 مارس، وقع  الشرع دستوراً مؤقتاً لفترة انتقالية مدتها خمس سنوات، نص على اعتبار الشريعة الإسلامية مصدراً أساسياً للتشريع، ووعد بحماية حقوق جميع الجماعات العرقية والدينية في سوريا. ينص الدستور على نظام رئاسي حيث تكون السلطة التنفيذية بيد الرئيس الذي يعين الوزراء. كما تم تأسيس مجلس الشعب ليكون برلماناً مؤقتاً خلال فترة الانتقال التي تستمر خمس سنوات، ويشرف على صياغة دستور دائم جديد.
لاحقاً، رفضت الإدارة الذاتية الديمقراطية لشمال وشرق سوريا مسودة الدستور السوري الجديدة، وحذّر المجلس الديمقراطي السوري من زيادة العنف في سوريا، والتفرقة الطائفية، والاستبداد. هتف المتظاهرون بشعارات تطالب بـ"سقوط الجولاني"، مستخدمين الاسم الحركي للشرع. كما جرت احتجاجات إضافية في عامودا، حيث دعا المتظاهرون إلى نظام حكم "ديمقراطي وفدرالي" يسمح بالحكم الذاتي للدولة الكردية. وصف الزعيم الروحي الدرزي حكمت الهجري الحكومة المؤقتة بأنها "متطرفة" ورفض بشكل قاطع إمكانية التوصل إلى توافق. وأشار الهجري إلى شرعية الحكومة مشككاً فيها، واقترح أنها قد تواجه إجراءات قضائية دولية بعد المجازر التي طالت المدنيين العلويين والتي حدثت بالتزامن مع تصديق الدستور.

### محاولات الاغتيال
حذّر المبعوث الأميركي الخاص إلى سوريا، توم باراك، من احتمال تعرّض الشرع لمحاولة اغتيال بسبب جهوده في بناء علاقات مع الغرب وتعزيز الحكم الشامل. وفي 12 /يونيو 2025، أفادت صحيفة L'Orient–Le Jour بأن الشرع نجا من محاولتي اغتيال نفذتهما جماعات جهادية بسبب رفضه لأيديولوجيتها. وفي 27 يونيو 2025، كان الشرع هدفًا لمحاولة اغتيال خطط لها كل من حزب الله وتنظيم الدولة الإسلامية، وكان من المزمع تنفيذها في محافظة درعا، إلا أنها أُحبطت قبل تنفيذها. إلا أن الحكومة نفت تقارير محاولة اغتيال للشرع في درعا.

### العلاقات الخارجية
بعد توليه منصب الرئيس، أجرى الشّرع جولات خارجية شملت البحرين، والأردن، والسعودية، ومصر، وفرنسا، وقطر، وتركيا، والإمارات العربية المتحدة. كما حضر قمة طارئة لجامعة الدول العربية والمنتدى الدبلوماسي الرابع في أنطاليا.
في 3 يناير 2025، أصبح وزير الخارجية الفرنسي جان نويل بارو ووزيرة الخارجية الألمانية أنالينا بيربوك أول دبلوماسيين رفيعي المستوى من دول أعضاء الاتحاد الأوروبي يسافران إلى دمشق بعد سقوط الأسد، والتقيا بالشرع لمناقشة بداية سياسية جديدة بين أوروبا وسوريا. وفي 29 يناير، زار وفد روسي برئاسة نائب وزير الخارجية ميخائيل بوغدانوف دمشق للقاء الشرع، وأكد دعم موسكو لسيادة سوريا وسلامة أراضيها بعد سقوط نظام الأسد.
وخلال هذه الفترة، ألغت الولايات المتحدة عرضاً بمكافأة قدرها 10 ملايين دولار لمن يدلي بمعلومات تؤدي إلى القبض على الشرع بعد أن التقى وفداً أميركياً برئاسة مساعدة وزير الخارجية لشؤون الشرق الأدنى باربرا ليف. وكان هذا أول وجود دبلوماسي رسمي للولايات المتحدة في سوريا منذ أكثر من عشر سنوات. صرح ليف أن الاجتماع كان "مثمرًا".
في 7 مايو 2025، التقى بالرئيس الفرنسي إيمانويل ماكرون في فرنسا، وكانت هذه أول زيارة رسمية له إلى دولة غربية منذ توليه الرئاسة. وفي 14 مايو، اجتمع بالرئيس الأمريكي دونالد ترامب في السعودية، وهي أول لقاء بين زعيمين أمريكي وسوري منذ لقاء بيل كلينتون وحافظ الأسد في جنيف عام 2000، وشارك في الاجتماع ولي العهد السعودي محمد بن سلمان والرئيس التركي رجب طيب أردوغان. ومنذ ذلك الحين، رفعت عدد من الحكومات الغربية العقوبات عن سوريا، وأبرزها الولايات المتحدة والمملكة المتحدة.

## السياسة الداخلية

### الاقتصاد
في مقابلة مع قناة العربية، تحدث  الشرع عن رؤيته لتنمية الاقتصاد السوري، مشيرًا إلى أن سوريا تحتاج إلى خبراء على دراية بمقومات البلاد، يستفيدون من تجارب العالم لتحقيق تنمية تتناسب مع طبيعة المجتمع. كما أكد أن سقوط نظام بشار الأسد سيفتح الباب أمام فرص استثمارية واقتصادية كبرى، مشيرًا إلى أن السعودية يمكن أن تلعب دورًا مهمًا في إعادة إعمار سوريا وتنميتها اقتصاديًا.
وأشار الشرع أيضًا إلى إمكانية تنفيذ مشاريع اقتصادية مشتركة مع الدول المجاورة، معتبرًا أن هذه الفرص ستسهم في دفع عجلة التنمية في سوريا بعد تغيير النظام. أما بخصوص العقوبات الاقتصادية المفروضة على سوريا، فقد أعرب عن أمله في أن تقوم الإدارة الأمريكية القادمة، بقيادة الرئيس المنتخب دونالد ترامب برفع هذه العقوبات، مؤكدًا أن إعادة بناء الاقتصاد السوري ستكون على رأس أولوياته، ومن ضمن ذلك إصدار عملة جديدة بعد استقرار قيمة العملة الحالية.

## السياسة الخارجية

### العلاقات مع لبنان

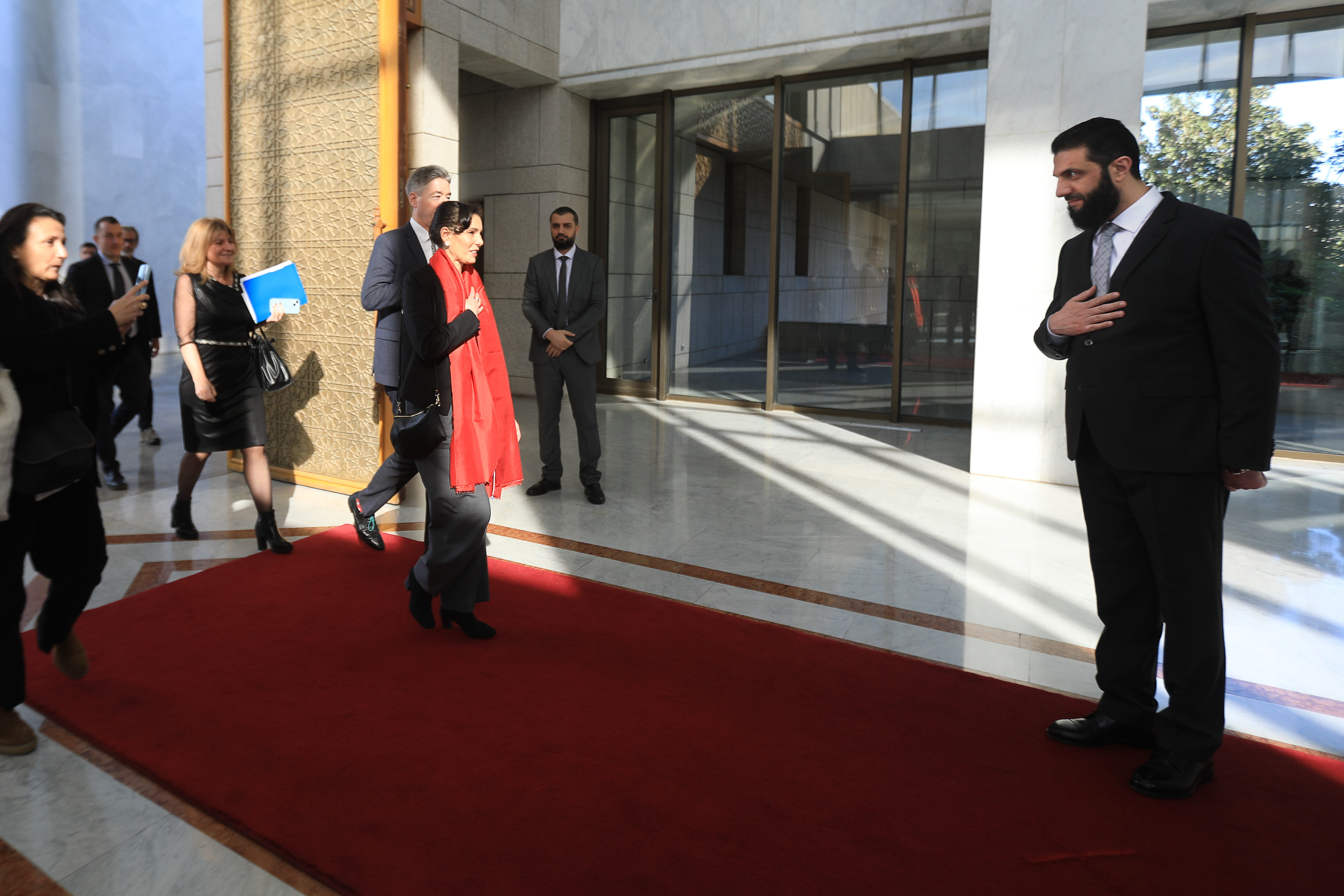
الشرع يستقبل المفوضة الأوروبية حجة لحبيب في سوريا 17 يناير 2025.

التقى الشرع مع عدد من كبار الشخصيات اللبنانية، ومنهم الزعيم الدرزي اللبناني وليد جنبلاط ورئيس الحكومة السابق نجيب ميقاتي. وخلال هذه اللقاءات، أكد رغبته على تجديد العلاقات المتبادلة بين الدولتين والتعاون في المجالات المختلفة، قال إنّ سوريا لن تتدخل في شؤون لبنان، مؤكدًا أنّ عهدًا جديدًا قد بدأ بعيد عن الحالة الطائفية. وأعرب عن رغبته في بناء شراكة استراتيجية مع لبنان، لأنّه «يُشكّل العمق الاستراتيتجي بالنسبة لسوريا».
وخلال مؤتمر صحافي مشترك مع رئيس الحكومة اللبناني نجيب ميقاتي في 11 يناير (كانون الثاني) 2025، قال الشرع إنّهم يطلبون من الشعبين السوري واللبناني فرصة لمعالجة مشكلات الماضي. وبعد هذه اللقاء قال الشرع لوسائل الإعلام إن سوريا ولبنان ستحاولان حل المشاكل، وأنّه تحدث مع ميقاتي عن المسائل العالقة ومسائل التهريب والودائع السورية في البنوك اللبنانية وقضية ترسيم الحدود بين البلدين.

### العلاقات مع السعودية
في 22 ديسمبر (كانون الأول) 2024 التقى أحمد الشرع بوفد سعودي برئاسة مستشار من الديوان الملكي السعودي في قصر الشعب في دمشق، ليتحدث معه عن العلاقات بين سوريا والمملكة السعودية. وجاء ذلك بعد قول الشرع إنّ السعودية وضعت خططًا جريئة جدًا، وتتمتع برؤية تنموية نتطلع إليها الآن في دمشق، وأنّ سوريا والسعودية يتمتعان بنقاط تقاطع كثيرة مع ما تصبو إليه الإدارة السورية الجديدة ويمكن أن نلتقي عندها، سواء من تعاون اقتصادي أو تنموي أو غير ذلك.

### العلاقات مع الولايات المتحدة

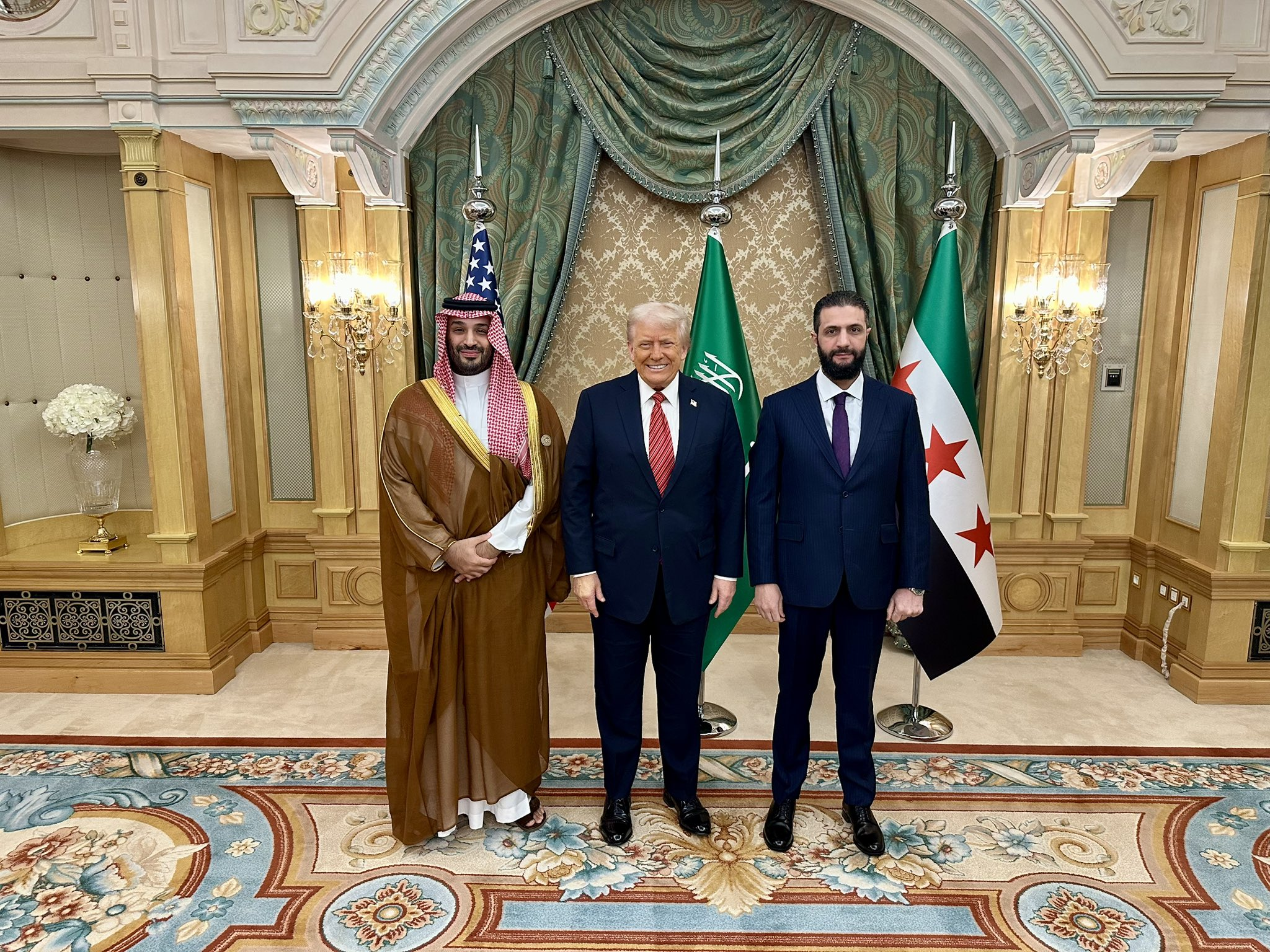
الشرع مع رئيس الولايات المتَّحدة دونالد ترامب وولي العهد السعودي محمد بن سلمان في العاصمة السعوديَّة الرياض في شهر مايو (أيار) عام 2025

في 20 ديسمبر (كانون الأول) 2024، التقى دبلوماسيون أمريكيون بأحمد الشرع في دمشق لمناقشة موضوع مستقبل الانتقال السياسي في البلاد. ونتيجة لهذه اللقاء ألغت واشنطن مكافأة كانت رصدتها في السابق للقبض عليه. وخلال اللقاء أكد الشرع على الالتزام بعدم تمكين الجماعات الإرهابية من تشكيل تهديد داخل سوريا أو خارجها. وفي يناير (كانون الثاني) 2025 زار وفد آخر من الخارجية الأمريكية يضم ممثلين لإدارة الرئيس الأمريكي المنتخب دونالد ترامب العاصمة السورية دمشق، وذلك بعد أن أصدرت الولايات المتحدة إعفاء من العقوبات للمعاملات مع المؤسسات الحاكمة في سوريا لمدة ستة أشهر في محاولة لتسهيل تدفق المساعدات الإنسانية إلى البلاد بعد سقوط بشار الأسد، مما يسمح ببعض المعاملات الخاصة بالطاقة وبعض الحوالات الشخصية. ومن جانبها رحبت الخارجية السورية الإعفاء. وفي 14 مايو (أيار) 2025، التقى الشرع برئيس الولايات المتَّحدة دونالد ترامب على هامش اجتماع مجلس التعاون الخليجي في المملكة العربية السعودية، في أول لقاء يجمع رئيسي البلدين منذ عام 2000.

### العلاقات مع إيران
منذ سقوط نظام الأسد، أدلى الشرع بعدة تصريحات حول التدخل الإيراني في سوريا. ولسنوات طويلة كانت العلاقة بين إيران وسوريا تمثل تحالفًا استراتيجيًا، حيث كانت دمشق تشكل جزءًا مهمًا في ما يُعرف بـ«محور المقاومة». ومع سقوط نظام الأسد، باتت هذه العلاقة تخضع لإعادة تقييم. وحذر وزير الخارجية في الإدارة السورية الجديدة أسعد الشيباني إيران من«بث الفوضى» في سوريا، ودعاها إلى احترام إرادة الشعب السوري وسيادة وسلامة البلاد.
وأكد أحمد الشرع في مقابلة مع صحيفة الشرق الأوسط نُشرت في 20 ديسمبر (كانون الأول) 2024، أنّ سوريا في عهد بشار الأسد «تحولت إلى منصة لإيران للسيطرة على العواصم العربية الرئيسة، وتوسيع الحروب، وزعزعة استقرار الدول الخليجية عبر ترويج المخدرات، مثل الكبتاغون». وقال أيضًا إنّ المشروع الإيراني كان مؤذيًا، وإنّ ما حصل في سوريا انتصار على المشروع الإيراني الخطر على المنطقة. وذكر أنّ «ما قمنا به وأنجزناه بأقل الأضرار والخسائر الممكنة.. أعاد المشروع الإيراني في المنطقة 40 سنة إلى الوراء».

### إسرائيل وغزة
في مقابلة مع صحيفة نيويورك تايمز في ديسمبر (كانون الأول) 2024، أكد الشرع أنّهم ملتزمون باتفاق فك الاشتباك لعام 1974 مع إسرائيل، الذي وقع بين سوريا وإسرائيل عقب حرب تشرين الأول 1973، بهدف الفصل بين القوات المتحاربة من الجانبين. لكن حذر الشرع إسرائيل من الاستمرار في غاراتها الجوية على الأراضي السورية، وطالبها بالانسحاب من الأراضي التي دخلتها بعد سقوط نظام بشار الأسد. وقال الشرع إنّ «إسرائيل كانت تنوي دخول سوريا بذريعة التواجد الإيراني وحجتها انتهت الآن».
في 14 ديسمبر (كانون الأول) 2024، أوضح الشرع أنّه ليس معنيًا بالدخول في صراع جديد مع إسرائيل، حيث تركز البلاد على إعادة البناء بعد نهاية عهد بشار الأسد. وأضاف الشرع أنّ الوضع المنهك في سوريا بعد سنوات من الحرب لا يسمح بالدخول في أي صراعات جديدة، وأنّ الشيء المهم حاليًا هو استقرار الدولة وليس الانجرار إلى النزاعات والدمار. كما قال أنّ الحلول الدبلوماسية هي السبيل الوحيد لضمان الأمن والاستقرار.
في 11 فبراير 2025، صرّح الشرع في مقابلة مع بودكاست «ليدينج» أن اقتراح ترامب بشأن تهجير سكان غزة لن ينجح، مؤكدًا «أنه لا يمكن لأي قوة أن تطرد الناس من أرضهم»، وأشار إلى أن العديد من الدول حاولت وفشلت، وخاصة خلال الحرب الأخيرة في غزة. جاء تصريحه بعد مؤتمر صحفي مشترك استخدم فيه الرئيس الأمريكي دونالد ترامب لغة قوية، معلنًا أن الولايات المتحدة "ستسيطر على قطاع غزة".
وفي 23 أبريل 2025، خلال زيارة أتنين من أغضاء الكونغرس الأمريكي إلى سوريا، قال الشرع إنه منفتح على تطبيع العلاقات مع إسرائيل وإنه مهتم بالانضمام إلى اتفاقيات إبراهيم بشرط أن تبقى بلاده موحدة وذات سيادة. وأضاف أحد عضوي الكونغرس الذين تحدثوا مع الشرع، أن انضمام الشرع إلى اتفاقيات إبراهيم سيجعله في وضع جيد مع إسرائيل في المستقبل، ومع الولايات المتحدة أيضًا.

### العلاقات مع روسيا
صرَّح الشرع أن روسيا دولة مهمَّة وثاني أقوى دولة في العالم، وهناك مصالحُ إستراتيجية عميقة بين روسيا وسوريا، وكثير من محطات الطاقة تُدار بخبرات روسية. وفي إشارة إلى بقاء القواعد الروسية في حميميم وطرطوس، أوضح الشرع أن الإدارة السورية لا تريد أن تخرج روسيا بطريقة لا تليق بعَلاقتها الطويلة بسوريا، ووصف العَلاقات بين الدولتين بأنها طويلة الأمد وإستراتيجية.
وقال وزير الخارجية الروسي سيرجي لافروف: إن الشرع يتعرَّض لضغوط كبيرة من الغرب لوقف تعامله مع روسيا والابتعاد عنها. وأضاف: «لم نسحب دبلوماسيينا من دمشق، والسِّفارةُ هناك تعمل طبيعيًّا كما بقية السِّفارات، ونتواصل مع السُّلطات السورية الحالية». وقال مستشار الكرملين للسياسة الخارجية يوري أوشاكوف: إن روسيا على تواصل مع الإدارة الجديدة في سوريا على المستويين الدبلوماسي والعسكري.
في مقابلة مع صحيفة نيويورك تايمز في شهر أبريل (نيسان) 2025، صرَّح الشرع بأنّ سوريا طلبت من موسكو تسليم الأسد لمحاكمته عن جرائمه كشرط للسماح باستمرار الوجود العسكري الروسي في سوريا، إلّا أنّ موسكو رفضت ذلك.

### فهرس المراجع
- ملاحظات

1. ↑  تمت إعادة تسميتها بـ " جبهة فتح الشام " منذ 28 يوليو 2016

- مراجع

1. ↑  "Ahmed al-Sharaa: The 100 Most Influential People of 2025". TIME (بالإنجليزية). 16 Apr 2025. Archived from the original on 2025-05-07. Retrieved 2025-05-08.
2. ↑  "Syria forms committee to draft constitutional declaration for country's transition". www.aa.com.tr. مؤرشف من الأصل في 2025-04-06. اطلع عليه بتاريخ 2025-05-31.
3. ↑  "Syrian leader signs constitution that puts the country under an Islamist group's rule for 5 years". AP News (بالإنجليزية). 13 Mar 2025. Archived from the original on 2025-05-25. Retrieved 2025-05-31.
4. ↑  "جدل واسع حول الإعلان الدستوري الجديد في سوريا: ترحيب حذر وانتقادات لاذعة". euronews. 15 مارس 2025. مؤرشف من الأصل في 2025-04-05. اطلع عليه بتاريخ 2025-05-31.
5. ↑  "Syria's Sharaa faces assassination risk, US envoy says - World News". Hürriyet Daily News (بالإنجليزية). 11 Jun 2025. Archived from the original on 2025-06-29. Retrieved 2025-06-29.
6. ↑  "Exclusive: Sharaa has escaped two assassination attempts in recent months". L'Orient Today (بالإنجليزية). 12 Jun 2025. Archived from the original on 2025-06-13. Retrieved 2025-06-29.
7. ↑  "Assassination attempt on Ahmed al-Sharaa foiled". Azon Global. 27 يونيو 2025. مؤرشف من الأصل في 2025-07-08.
8. ↑  "Syria govt denies reports of IS assassination attempt on al-Sharaa". www.newarab.com. مؤرشف من الأصل في 2025-07-01. اطلع عليه بتاريخ 2025-06-29.
9. ↑  Kourdi, Jomana Karadsheh, Gul Tuysuz, Brice Laine, Lauren Kent, Eyad (6 Dec 2024). "Syrian rebel leader says goal is to 'overthrow' Assad regime". CNN (بالإنجليزية). Archived from the original on 2025-05-15. Retrieved 2025-05-31.{{استشهاد ويب}}:  صيانة الاستشهاد: أسماء متعددة: قائمة المؤلفين (link)
10. ↑  "Syrian President Sharaa arrives in Paris, his first visit to Europe since taking office". www.aa.com.tr. مؤرشف من الأصل في 2025-05-24. اطلع عليه بتاريخ 2025-05-31.
11. ↑  "UK lifts sanctions on Syrian defence ministry". www.bbc.com (بالإنجليزية البريطانية). 24 Apr 2025. Archived from the original on 2025-05-21. Retrieved 2025-05-31.
12. ↑  "أحمد الشرع يبدي استعداده لضم سوريا الى "اتفاقيات ابراهيم" التطبيعية مع إسرائيل". Newsalist Sàrl (بالإنجليزية). 24 Apr 2025. Archived from the original on 2025-05-20. Retrieved 2025-04-30.
13. ↑  "نائب أميركي يكشف شروط الشرع للانضمام للاتفاقات الإبراهيمية". سكاي نيوز عربية. مؤرشف من الأصل في 2025-04-26. اطلع عليه بتاريخ 2025-04-30.

- مواقع ويب  باللغة العربية

1. ↑  "سيرة عائلة عربية". تلفزيون سوريا. 31 مايو 2020. مؤرشف من الأصل في 2020-06-29. اطلع عليه بتاريخ 2021-03-11.
2. ↑  "الجولاني يكشف أسراراً تتعلق بـ "النصرة والبغدادي" وجيفري يعلق: ربما من الحكمة العمل معه". أورينت نيوز. مؤرشف من الأصل في 2023-03-03. اطلع عليه بتاريخ 2024-12-07.
3. ↑  "رحلة "الجولاني".. من رحم "داعش" إلى استنساخ "حزب الله"". الجزيرة.نت. 3 يناير 2019. مؤرشف من الأصل في 2025-02-08. اطلع عليه بتاريخ 2025-01-07.
4. ↑  "محطات في حياة أبو محمد الجولاني". تلفزيون سوريا. مؤرشف من الأصل في 2024-12-31. اطلع عليه بتاريخ 2025-01-07.
5. 1 2  "وُلد في السعودية وانقلب على داعش.. أبرز محطات التحول بحياة الجولاني". سي إن إن بالعربية. سي إن إن بالعربية. 6 ديسمبر 2024. مؤرشف من الأصل في 2024-12-09. اطلع عليه بتاريخ 2024-12-07.
6. ↑  "مصادر: الجولاني قريب فاروق الشرع.. درس الفقه على يد عالم دمشقي في المزة". عنب بلدي. 28 يوليو 2016. مؤرشف من الأصل في 2016-07-31. اطلع عليه بتاريخ 2019-08-22.
7. ↑  "أبو محمد الجولاني.. أين اختفى لسنوات قبل أن يبرز قائداً للنصرة". مؤرشف من الأصل في 2019-12-08. اطلع عليه بتاريخ 2019-08-22.
8. ↑  "تعيين الشرع رئيسا لسوريا في المرحلة الانتقالية". الجزيرة.نت. 29 يناير 2025. مؤرشف من الأصل في 2025-05-29. اطلع عليه بتاريخ 2025-01-29.
9. ↑  "إدارة العمليات العسكرية تعلن أحمد الشرع رئيسا انتقاليا للبلاد". وكالة الأنباء الكويتية (كونا). 29 يناير 2025. مؤرشف من الأصل في 2025-02-16. اطلع عليه بتاريخ 2025-01-29.
10. ↑  "المعارضة السورية تطلق عملية "ردع العدوان" شمالي البلاد". الجزيرة.نت. 27 نوفمبر 2024. مؤرشف من الأصل في 2024-12-09. اطلع عليه بتاريخ 2024-12-07.
11. ↑  "السلطات السورية تعلن حل الجيش وتعليق العمل بالدستور وتعيين الشرع رئيساً للبلاد". بي بي سي نيوز أون لاين. 29 يناير 2025. مؤرشف من الأصل في 2025-04-22. اطلع عليه بتاريخ 2025-01-29.
12. ↑  "سيرة ذاتية تفسر التحولات: من داخل عوالم زعيم هيئة تحرير الشام أبي محمد الجولاني". تلفزيون سوريا. مؤرشف من الأصل في 2022-10-23. اطلع عليه بتاريخ 2024-12-11.
13. 1 2  "أحمد الشرع (الجولاني).. القائد العام لإدارة العمليات العسكرية للمعارضة السورية". الجزيرة.نت. مؤرشف من الأصل في 2024-12-15. اطلع عليه بتاريخ 2024-12-17.
14. ↑  "الشرع يتحدث عن رحلته إلى العراق وانضمامه للقاعدة | الحرة". www.alhurra.com. مؤرشف من الأصل في 2025-03-24. اطلع عليه بتاريخ 2025-03-31.
15. 1 2 3  "أحمد الشرع: من ماضٍ غامض، إلى مستقبل سوريا خلال المرحلة الانتقالية". BBC News عربي. 1 ديسمبر 2024. مؤرشف من الأصل في 2025-05-22. اطلع عليه بتاريخ 2025-03-31.
16. ↑  "i24NEWS". www.i24news.tv. مؤرشف من الأصل في 2025-02-09. اطلع عليه بتاريخ 2025-03-31.
17. ↑  "الحكومة السورية الانتقالية برئاسة البشير تتسلم مقاليد السلطة في دمشق". الجزيرة.نت. 10 ديسمبر 2024. مؤرشف من الأصل في 2024-12-12. اطلع عليه بتاريخ 2024-12-11.
18. 1 2 3  "كيف اختلف تنظيم "الدولة الاسلامية" عن تنظيم القاعدة؟". BBC News عربي. 10 يونيو 2015. مؤرشف من الأصل في 2024-12-12. اطلع عليه بتاريخ 2025-03-31.
19. ↑  "من التطرف إلى البراغماتية... من هو أبو محمد الجولاني زعيم هيئة تحرير الشام؟". فرانس 24 / France 24. 7 ديسمبر 2024. مؤرشف من الأصل في 2024-12-08. اطلع عليه بتاريخ 2025-03-31.
20. ↑  "محمد الجولاني – مكافآت من أجل العدالة". مؤرشف من الأصل في 2024-12-10. اطلع عليه بتاريخ 2024-12-12.
21. ↑  "ردع العدوان.. عملية عسكرية أسقطت حكم آل الأسد في 12 يوما". الجزيرة نت. مؤرشف من الأصل في 2025-05-29. اطلع عليه بتاريخ 2025-03-31.
22. ↑  "أول تعليق سعودي على تنصيب الشرع رئيسا انتقاليا في سوريا | الحرة". قناة الحرة. مؤرشف من الأصل في 2025-02-14. اطلع عليه بتاريخ 2025-01-30.
23. ↑  "سوريا تتحرر وتنفض غبار أكثر من 50 عاماً من حكم آل الأسد". baladi-news.com. 8 ديسمبر 2024. مؤرشف من الأصل في 2024-12-10. اطلع عليه بتاريخ 2024-12-08.
24. ↑  "من هو والد احمد الشرع؟! وما هي أفكاره السياسية؟". www.akhbaralyawm.com. اطلع عليه بتاريخ 2025-03-31.
25. ↑  "صلاة العيد من قصر الشعب لأول مرة.. وفيديو للشرع يقبل يد والده لتهنئته". العربية. 31 مارس 2025. اطلع عليه بتاريخ 2025-03-31.
26. ↑  الكويتية، جريدة الجريدة؛ عليان، حمزة (18 ديسمبر 2024). "تاريخ أسرة أحمد الشرع في كتاب والده". جريدة الجريدة الكويتية. مؤرشف من الأصل في 2025-01-14. اطلع عليه بتاريخ 2025-03-31.
27. ↑  "سيرة والد الجولاني بقلمه". aljumhuriya.net. 10 سبتمبر 2024. مؤرشف من الأصل في 2024-10-01. اطلع عليه بتاريخ 2024-12-12.
28. ↑  "سيرة ذاتية تفسر التحولات: من داخل عوالم زعيم هيئة تحرير الشام أبي محمد الجولاني". تلفزيون سوريا. مؤرشف من الأصل في 2024-12-20. اطلع عليه بتاريخ 2024-12-12.
29. ↑  اليمني، المشهد (16 ديسمبر 2024). "من هو الجولاني أحمد الشرع؟ وهل هو متزوج؟ وأين ولد؟ وما علاقته بالسعودية وتنظيم القاعدة؟". www.almashhadnews.com. مؤرشف من الأصل في 2024-12-16. اطلع عليه بتاريخ 2025-03-31.
30. ↑  "بعد شهور.. الجولاني يكشف عن أسرار حياته لمارتن سميث". قناة العالم الإخبارية. 4 يونيو 2021. مؤرشف من الأصل في 2021-06-07. اطلع عليه بتاريخ 2024-12-12.
31. ↑  "سبق صحفي : من هو أبو محمد الجولاني ؟؟؟". 17 أغسطس 2014. مؤرشف من الأصل في 2016-10-06.
32. ↑  "الجولاني يكشف عن وجهه لأول مرة". pukmedia. مؤرشف من الأصل في 2025-05-20.
33. ↑  "الجيش الأميركي يكشف تفاصيل عملية مقتل الزرقاوي". الجزيرة نت. مؤرشف من الأصل في 2024-11-06. اطلع عليه بتاريخ 2025-03-31.
34. ↑  "رحلة الجولاني.. القصة الكاملة من جبهات العراق إلى حكم إدلب". www.noonpost.com. 13 يونيو 2024. مؤرشف من الأصل في 2025-03-31. اطلع عليه بتاريخ 2025-03-31.
35. ↑  "الثورة السورية.. متى بدأت شرارتها الأولى؟ وما أبرز مراحلها ونتائجها؟". الجزيرة نت. مؤرشف من الأصل في 2025-05-23. اطلع عليه بتاريخ 2025-03-31.
36. ↑  "جبهة النصرة". CNN Arabic. 18 مارس 2025. مؤرشف من الأصل في 2025-05-29. اطلع عليه بتاريخ 2025-03-31.
37. 1 2  "داعش والنصرة.. ولعبة الكراسي المتحركة". سكاي نيوز عربية. مؤرشف من الأصل في 2025-05-20. اطلع عليه بتاريخ 2025-03-31.
38. ↑  "احتدام المعارك بين هيئة تحرير الشام والجيش الحر شمال سوريا". الجزيرة نت. مؤرشف من الأصل في 2023-03-05. اطلع عليه بتاريخ 2025-03-31.
39. ↑  "سوريا: "جبهة النصرة" تأسر قائد جيش التحرير المعارض وعشرات من رجاله". فرانس 24 / France 24. 3 يوليو 2016. مؤرشف من الأصل في 2025-03-31. اطلع عليه بتاريخ 2025-03-31.
40. ↑  المشيطي، محمد. "لماذا نَـكْـرَهُ الدواعش؟!". الجزيرة نت. مؤرشف من الأصل في 2025-05-20. اطلع عليه بتاريخ 2025-03-31.
41. ↑  "مقابلة للجولاني بالإعلام الأميركي: على واشنطن رفعنا من قائمة الإرهاب". العربي الجديد. مؤرشف من الأصل في 2021-06-12. اطلع عليه بتاريخ 2021-06-12.
42. ↑  "أحمد منصور يكشف 20 سرا عن أحمد الشرع". ahmedmansour. مؤرشف من الأصل في 2025-05-20. اطلع عليه بتاريخ 2025-03-31.
43. 1 2  "هيئة تحرير الشام.. تكتل عسكري ضد أستانا شارك في "ردع العدوان"". الجزيرة نت. مؤرشف من الأصل في 2025-05-27. اطلع عليه بتاريخ 2025-03-31.
44. ↑  ""تحرير الشام" أحدث نسخ تنظيم القاعدة في سوريا". بي بي سي نيوز أون لاين. 12 فبراير 2017. مؤرشف من الأصل في 2023-10-04. اطلع عليه بتاريخ 2024-12-07.
45. ↑  "أحمد الشرع: انتصرنا على المشروع الإيراني الخطر على المنطقة". العربية.نت. 14 ديسمبر 2024. اطلع عليه بتاريخ 2024-12-17.
46. ↑  "خاص/ أحمد الشرع: يجب التحول من عقلية الثورة إلى عقلية الدولة لقيادة سوريا". مؤرشف من الأصل في 2024-12-16. اطلع عليه بتاريخ 2024-12-17.
47. ↑  "ما لا تعرفه عن حياة الشرع الخاصة.. وطبقه المفضل!". العربية.نت. 29 ديسمبر 2024. اطلع عليه بتاريخ 2025-01-26.
48. 1 2 3 4  tarek. "خطاب النصر لرئيس الجمهورية العربية السورية أحمد الشرع في مؤتمر إعلان انتصار الثورة السورية". S A N A. مؤرشف من الأصل في 2025-02-14. اطلع عليه بتاريخ 2025-03-31.
49. ↑  "الساحل السوري: عائلات بأكملها قُتلت خلال أعمال العنف الأخيرة في سوريا - الأمم المتحدة". BBC News عربي. 12 مارس 2025. مؤرشف من الأصل في 2025-04-06. اطلع عليه بتاريخ 2025-03-31.
50. ↑  "بينهم وزير الدفاع.. القيادة العامة تعلن عن ترقيات جديدة في الجيش السوري". شبكة شام. مؤرشف من الأصل في 2025-05-31. اطلع عليه بتاريخ 2024-12-29.
51. ↑  "الشرع يصدر أول قائمة ترفيعات في الجيش.. ضمت أسماء غير سورية". عربي21. 29 ديسمبر 2024. مؤرشف من الأصل في 2025-01-28. اطلع عليه بتاريخ 2024-12-29.
52. 1 2  ""مؤتمر النصر": إعلان انتصار الثورة وحل الدستور وحزب البعث والجيش و"الشرع" رئيسياً للجمهورية". شبكة شام. مؤرشف من الأصل في 2025-05-14. اطلع عليه بتاريخ 2025-03-05.
53. ↑  "الملك سلمان وولي العهد يُعلقان على تنصيب الشرع رئيسا لسوريا". CNN Arabic. 30 يناير 2025. مؤرشف من الأصل في 2025-02-11. اطلع عليه بتاريخ 2025-03-31.
54. ↑  "أمير قطر يختتم زيارته لسوريا ويجدد دعم وحدتها وسيادتها". الجزيرة نت. مؤرشف من الأصل في 2025-02-08. اطلع عليه بتاريخ 2025-03-31.
55. ↑  "السعودية وسوريا: في أول وجهة خارجية له، الشرع يتحدث عن "رغبة حقيقية" لدى السعودية لدعم سوريا وبناء مستقبلها"". BBC News عربي. 2 فبراير 2025. مؤرشف من الأصل في 2025-03-12. اطلع عليه بتاريخ 2025-03-31.
56. ↑  "الشرع يزور تركيا اليوم لبحث ملفات الأمن والاقتصاد". الجزيرة نت. مؤرشف من الأصل في 2025-02-19. اطلع عليه بتاريخ 2025-03-31.
57. ↑  "بوتين يوجه رسالة إلى الشرع "لدعم استقرار" سوريا | الحرة". www.alhurra.com. مؤرشف من الأصل في 2025-05-15. اطلع عليه بتاريخ 2025-03-31.
58. ↑  "الشرع يلتقي وفدا من الائتلاف وهيئة التفاوض قبل إعلان حلّهما". الجزيرة نت. مؤرشف من الأصل في 2025-04-23. اطلع عليه بتاريخ 2025-03-31.
59. ↑  الكويتية، جريدة الجريدة (17 فبراير 2025). "الشرع يزور «الساحل» ويطمئن أكراد عفرين". جريدة الجريدة الكويتية. مؤرشف من الأصل في 2025-02-16. اطلع عليه بتاريخ 2025-03-31.
60. ↑  "الشرع يلتقي السفير الصيني لأول مرة منذ سقوط الأسد". aawsat.com. مؤرشف من الأصل في 2025-03-23. اطلع عليه بتاريخ 2025-03-31.
61. ↑  "إسرائيل توضح "الرسالة" من وراء شن غارات على سوريا". CNN Arabic. 26 فبراير 2025. مؤرشف من الأصل في 2025-02-26. اطلع عليه بتاريخ 2025-03-31.
62. ↑  "الأردن.. لغة جسد أحمد الشرع والملك عبدالله في لقاء عمّان تثير تفاعلا". CNN Arabic. 27 فبراير 2025. مؤرشف من الأصل في 2025-05-05. اطلع عليه بتاريخ 2025-03-31.
63. ↑  "لجنة صياغة الإعلان الدستوري بسوريا خطوة في مسار تنظيم المرحلة الانتقالية". الجزيرة نت. مؤرشف من الأصل في 2025-04-06. اطلع عليه بتاريخ 2025-03-31.
64. ↑  "مقابلة خاصة مع قائد الإدارة الانتقالية في سوريا أحمد الشرع". العربية برامج. 30 ديسمبر 2024. مؤرشف من الأصل في 2025-03-18. اطلع عليه بتاريخ 2025-03-31.
65. ↑  "أحمد الشرع: للسعودية دور كبير في تنمية سورية والاقتصاد لن يكون اشتراكيا". جريدة الاقتصادية. 30 ديسمبر 2024. مؤرشف من الأصل في 2025-04-16. اطلع عليه بتاريخ 2025-01-26.
66. ↑  "أحمد الشرع يحدد أبرز أولوياته الداخلية في سوريا.. ومن بينها قرارات اقتصادية". سي إن بي سي عربية. مؤرشف من الأصل في 2025-04-16. اطلع عليه بتاريخ 2025-01-26.
67. ↑  "الشرع يلتقي جنبلاط: لن نتدخل في شؤون لبنان ونسعى لشراكة بنّاءة". الشرق للأخبار. 22 ديسمبر 2024. مؤرشف من الأصل في 2025-01-26. اطلع عليه بتاريخ 2025-01-26.
68. ↑  "الوكالة الوطنية للإعلام - (*) ميقاتي: من واجبنا تفعيل العلاقات على قاعدة السيادة الوطنية لكلا البلدين الشرع: سنقف في سوريا على مسافة واحدة من الجميع في لبنان". الوكالة الوطنية للإعلام. مؤرشف من الأصل في 2025-04-14. اطلع عليه بتاريخ 2025-01-26.
69. ↑  "وفد سعودي يلتقي أحمد الشرع في قصر الشعب". العربية.نت. 23 ديسمبر 2024. اطلع عليه بتاريخ 2025-01-26.
70. ↑  "واشنطن تلغي مكافأة بـ10 ملايين دولار رصدت للقبض على أحمد الشرع". صحيفة القدس العربي. 20 ديسمبر 2024. اطلع عليه بتاريخ 2025-01-26.
71. ↑  "سوريا: الشرع بحث مع وفد أمريكي العقوبات ومحاربة الإرهاب". صحيفة القدس العربي. 8 يناير 2025. اطلع عليه بتاريخ 2025-01-26.
72. ↑  "كيف سيكون شكل العلاقة بين سوريا الجديدة وإيران بعد سقوط حكم الأسد؟". بي بي سي نيوز عربي. 26 ديسمبر 2024. مؤرشف من الأصل في 2025-02-04. اطلع عليه بتاريخ 2025-01-26.
73. 1 2  "الشرع يتهم الأسد بتحويل سوريا إلى منصة إيرانية.. ويؤكد: أعدنا مشروع طهران 40 عامًا للوراء". iranintl.com. 20 ديسمبر 2024. مؤرشف من الأصل في 2025-01-26. اطلع عليه بتاريخ 2025-01-26.
74. ↑  "أحمد الشرع للعربية: سنستغل هذه المرحلة لخدمة السوريين وبناء المستقبل". العربية.نت. 14 ديسمبر 2024. اطلع عليه بتاريخ 2025-01-26.
75. ↑  "الشرع: الأراضي السورية لن تستخدم للهجوم على إسرائيل". العربية.نت. 17 ديسمبر 2024. مؤرشف من الأصل في 2025-05-06. اطلع عليه بتاريخ 2025-01-26.
76. ↑  "أحمد الشرع: لسنا بصدد الدخول في صراع مع إسرائيل". قناة الغد. 14 ديسمبر 2024. اطلع عليه بتاريخ 2025-01-26.
77. ↑  "الشرع عن خطة ترامب.. "إخراج الفلسطينيين من أرضهم لن يحدث"". العربية. 10 فبراير 2025. اطلع عليه بتاريخ 2025-02-15.
78. ↑  "أول تعليق من أحمد الشرع حول روسيا وقواعدها.. إليك ما قاله". العربية.نت. 29 ديسمبر 2024. اطلع عليه بتاريخ 2025-01-26.
79. ↑  "الكرملين: روسيا تتواصل مع السلطات السورية الجديدة على المستويين الدبلوماسي والعسكري". سويس إنفو. 23 ديسمبر 2024. مؤرشف من الأصل في 2025-05-20. اطلع عليه بتاريخ 2025-01-26.

- أخبار باللغة العربية

1. 1 2 3  Mohamed.dibo. "قرارات مؤتمر النصر السوري... نقطة نظام". العربي الجديد. مؤرشف من الأصل في 2025-02-20. اطلع عليه بتاريخ 2025-03-31.
2. ↑  "سوريا تدخل مرحلة جديدة.. ماذا بعد إعلان قرارات "مؤتمر النصر"؟ | التلفزيون العربي". التلفزيون العربي. مؤرشف من الأصل في 2025-03-04. اطلع عليه بتاريخ 2025-03-31.
3. 1 2  "أحمد الشرع لصحيفة "التايمز": لن نسمح باستخدام سوريا لشن هجمات على إسرائيل ونحذرها من استمرار غاراتها". آر تي العربية. مؤرشف من الأصل في 2024-12-16. اطلع عليه بتاريخ 2025-01-26.
4. ↑  "لافروف لـ RT: أحمد الشرع يتعرض لضغوط كبيرة من الغرب الساعي للسيطرة على موارد سوريا". آر تي العربية. مؤرشف من الأصل في 2024-12-26. اطلع عليه بتاريخ 2025-01-26.
5. ↑  "لافروف : نتواصل مع دمشق وحريصون على أن لا تكرر سوريا مسار الدولة الليبية". آر تي العربية. مؤرشف من الأصل في 2024-12-26. اطلع عليه بتاريخ 2025-01-26.

- مواقع ويب باللغة الإنجليزية

1. ↑  "HEARTS, MINDS AND BLACK FLAGS: Jabhat Al-Nusra's data dump takes aim at the Islamic State". مؤرشف من الأصل في 2020-11-08.
2. ↑  "Terrorist Designation of Al-Nusrah Front Leader Muhammad Al-Jawlani". وزارة خارجية الولايات المتحدة. مؤرشف من الأصل في 2019-08-22. اطلع عليه بتاريخ 2017-06-24.
3. ↑  "U.S. offers $10M reward for information on al-Nusra leader". يونايتد برس إنترناشيونال. مؤرشف من الأصل في 2019-08-16.
4. ↑  "The Jihadist" (بالإنجليزية الأمريكية). بي بي إس. Archived from the original on 2024-12-14. Retrieved 2024-12-17.
5. ↑  "Interview with Official of Jabhat al-Nusra, Syria's Islamist Militia Group". مؤرشف من الأصل في 2017-11-10.
6. ↑  "Elusive Al-Qaeda leader in Syria stays in shadows". تايمز إسرائيل. 4 نوفمبر 2013. مؤرشف من الأصل في 2019-02-10. اطلع عليه بتاريخ 2015-06-15.
7. ↑  "Qaeda chief annuls Syrian-Iraqi jihad merger". قناة الجزيرة الإنجليزية. 9 يونيو 2013. مؤرشف من الأصل في 2019-08-05. اطلع عليه بتاريخ 2014-10-02.
8. ↑  "Syrian rebel leader's victory speech holds a message for Iran – and for Trump and Israel too" (بالإنجليزية). Archived from the original on 2024-12-09. Retrieved 2024-12-11.
9. ↑  "Syria Al-Qaeda leader: Our mission is to defeat regime, not attack West". قناة الجزيرة الإنجليزية. 28 مايو 2015. مؤرشف من الأصل في 2017-10-11. اطلع عليه بتاريخ 2015-05-30.
10. ↑  ""Abu Mohammed al-Golani's Aljazeera Interview"". joshualandis.com. 29 مايو 2015. مؤرشف من الأصل في 2019-07-23.
11. ↑  "Syria's Nusra Front leader urges wider attacks on Assad's Alawite areas to avenge Russian bombing". ديلي تلغراف. 13 أكتوبر 2015. مؤرشف من الأصل في 2019-01-26.
12. ↑  "Russian Embassy shelled in Syria as insurgents hit back". ياهو! نيوز. 13 أكتوبر 2015. مؤرشف من الأصل في 2015-10-19. اطلع عليه بتاريخ 2015-10-14.
13. ↑  "Head of al Qaeda's Syrian branch threatens Russia in audio message". مجلة الحرب الطويلة. مؤرشف من الأصل في 2019-04-13. اطلع عليه بتاريخ 2015-10-16.
14. ↑  "Syrian Nusra Front announces split from al-Qaeda". 28 يوليو 2016. مؤرشف من الأصل في 2019-05-31. اطلع عليه بتاريخ 2016-07-28.
15. ↑  "Analysis: Al Nusrah Front rebrands itself as Jabhat Fath Al Sham | FDD's Long War Journal". مجلة الحرب الطويلة. مؤرشف من الأصل في 2019-03-24. اطلع عليه بتاريخ 2017-01-17.
16. ↑  "Did Russia kill the leader of the Islamist group HTS hours after his men stormed Syria's Aleppo?". theweek.in (بالإنجليزية). Archived from the original on 2024-12-08. Retrieved 2024-12-07.
17. ↑  "Syrian rebels surround key city Hama on 'three sides', war monitor says" (بالإنجليزية). فرانس 24. 4 Dec 2024. Archived from the original on 2024-12-05. Retrieved 2024-12-07.
18. ↑  "n2:0261-3077 - Search Results". وورلد كات. مؤرشف من الأصل في 2024-12-01. اطلع عليه بتاريخ 2024-12-07.
19. ↑  "Syrian rebel leader's victory speech holds a message for Iran – and for Trump and Israel too" (بالإنجليزية). سي إن إن. 8 Dec 2024. Archived from the original on 2025-04-16. Retrieved 2024-12-19.
20. ↑  "Thousands flee as Syrian rebels advance on crossroads city of Homs" (بالإنجليزية الأمريكية). تايمز إسرائيل. Archived from the original on 2025-01-14. Retrieved 2024-12-19.
21. ↑  Robertson، Nic (8 ديسمبر 2024). "Syrian rebel leader's victory speech holds a message for Iran – and for Trump and Israel too". CNN. مؤرشف من الأصل في 2025-04-16. اطلع عليه بتاريخ 2024-12-10.
22. ↑  Robertson, Nic (8 Dec 2024). "Syrian rebel leader's victory speech holds a message for Iran – and for Trump and Israel too". CNN (بالإنجليزية). Archived from the original on 2025-04-16. Retrieved 2025-01-31.
23. ↑  "Former rebel leader is Syria's new interim president". Voice of America (بالإنجليزية). 29 Jan 2025. Archived from the original on 2025-03-19. Retrieved 2025-01-31. Commanders of military factions that toppled the former regime named Ahmed al-Sharaa, who has served as the de facto head of government since the fall of Assad, as president during the formation of a new government
24. ↑  "Turkish delegation meets with Ahmed al-Sharaa in Damascus". Enab Baladi (بالإنجليزية الأمريكية). 12 Dec 2024. Archived from the original on 2025-02-14. Retrieved 2024-12-13.
25. ↑  Ahmed Al-Sharaa: The form of authority in #Syria is left to the decisions of experts and legal experts, and the Syrian people are the ones who decide; The next rule will include elections; We will form committees and councils concerned with re-studying the constitution; Efficiency and ability are the basis for evaluation in the next state (in Arabic). 14 December 2024. Al Jazeera Arabic Syria. X نسخة محفوظة 14 December 2024 على موقع واي باك مشين.
26. ↑  Salame، Richard (29 ديسمبر 2024). "Syrian elections may not be held for 4 years, says de facto leader". فاينانشال تايمز. مؤرشف من الأصل في 2024-12-29.
27. ↑  Maher، Hatem (14 ديسمبر 2024). "Syria's de facto leader not interested in new conflicts despite Israeli attacks". رويترز. مؤرشف من الأصل في 2024-12-14.
28. ↑  "Russian delegation backs Syria's integrity during Damascus visit". Daily Sabah. 29 يناير 2025. مؤرشف من الأصل في 2025-01-30.
29. ↑  Bateman، Tom (20 ديسمبر 2024). "US scraps $10m bounty for arrest of Syria's new leader Sharaa". BBC News. مؤرشف من الأصل في 2025-05-16. اطلع عليه بتاريخ 2025-02-07.
30. ↑  "i24NEWS". آي 24 نيوز. مؤرشف من الأصل في 2025-01-26. اطلع عليه بتاريخ 2025-01-26.
31. ↑  Miller، Zeke؛ Gambrell، Jon؛ Madhani، Aameer (14 مايو 2025). "Trump meets with Syria's interim president, a first between the nations' leaders in 25 years". AP News. مؤرشف من الأصل في 2025-05-14. اطلع عليه بتاريخ 2025-05-14.
32. ↑  ""Ahmad al-Shara' calls Trump plan on Gaza a 'serious crime' that is sure to fail"". رويترز. 11 فبراير 2025. اطلع عليه بتاريخ 2025-02-15.
33. ↑  Valdez, Jonah (5 فبراير 2025). ""Trump: "The U.S. Will Take Over the Gaza Strip""". ذا إنترسبت. مؤرشف من الأصل في 2025-05-25. اطلع عليه بتاريخ 2025-02-15.

- أخبار باللغة الإنجليزية

1. ↑  "'I went to university with rebel leader Jolani – I wonder if he has really turned his back on jihad'" (بالإنجليزية البريطانية). ديلي تلغراف. 8 Dec 2024. ISSN:0307-1235. Archived from the original on 2024-12-08. Retrieved 2024-12-12.
2. ↑  "Tahrir al-Sham terrorist leader has surgery in Turkey after Idlib twin bombings: Report". برس تي في. 20 فبراير 2019. مؤرشف من الأصل في 2019-05-22.
3. ↑  "Turkey denies treating Al-Jolani for head wounds". المصدر نيوز. 21 فبراير 2019. مؤرشف من الأصل في 2019-02-27. اطلع عليه بتاريخ 2019-02-27.
4. ↑  "The rise of Abu Mohammed al-Jolani: From jihadist in Iraq to Syria's new strongman" (بالإنجليزية). 9 Dec 2024. Archived from the original on 2024-12-19. Retrieved 2025-03-31.
5. ↑  "Terrorist Designations of the al-Nusrah Front as an Alias for al-Qa'ida in Iraq". وزارة خارجية الولايات المتحدة. مؤرشف من الأصل في 2019-07-14. اطلع عليه بتاريخ 2017-01-13.
6. ↑  "Al-Nusra Commits to al-Qaeda, Deny Iraq Branch 'Merger'". وكالة فرانس برس. 10 أبريل 2013. مؤرشف من الأصل في 2019-08-04. اطلع عليه بتاريخ 2014-10-02.
7. ↑  "ISIS vows to crush rival rebel groups". ذا ديلي ستار. 8 يناير 2014. مؤرشف من الأصل في 2017-10-12. اطلع عليه بتاريخ 2014-10-02.
8. ↑  "U.S. and its allies strike ISIS tank, refineries and checkpoints". سي إن إن. 28 سبتمبر 2014. مؤرشف من الأصل في 2018-12-12. اطلع عليه بتاريخ 2014-10-02.
9. ↑  "Syrian Nusra Front announces split from al-Qaeda". بي بي سي نيوز أون لاين. مؤرشف من الأصل في 2019-05-31. اطلع عليه بتاريخ 2016-07-30.
10. ↑  "Ex-Syrian PM to supervise state bodies until transition". Al Jazeera (بالإنجليزية). 8 Dec 2024. Archived from the original on 2025-02-11. Retrieved 2024-12-08.
11. ↑  Saleh، Heba؛ Jalabi، Raya (9 ديسمبر 2024). "Syrian rebels seek to consolidate control". Financial Times. مؤرشف من الأصل في 2024-12-17. اطلع عليه بتاريخ 2024-12-09.
12. ↑  Dadouch، Sarah (24 ديسمبر 2024). "Syria dissolves rebel factions as al-Sharaa consolidates power". Financial Times. مؤرشف من الأصل في 2024-12-24.
13. ↑  "Syria's leader says elections could take 4 years: Al Arabiya interview". France 24. 29 ديسمبر 2024. مؤرشف من الأصل في 2025-02-07.
14. ↑  Camut، Nicolas (4 يناير 2025). "Handshakegate in Syria". Politico. مؤرشف من الأصل في 2025-02-10.
15. ↑  Boxerman، Aaron (3 يناير 2025). "European Ministers Visit Syria to Strengthen Ties With New Government". The New York Times. مؤرشف من الأصل في 2025-02-05.
16. ↑  Goldbaum، Christina (23 أبريل 2025). "Syria's Jihadist-Turned-President Seeks New Allies". The New York Times. ISSN:0362-4331. مؤرشف من الأصل في 2025-04-23. اطلع عليه بتاريخ 2025-04-27.

- أخبار باللغة التركية

1. ↑  "Nusra lideri ağır yaralı olarak Antakya hastanesinde" [قيادي في جبهة النصرة يتعرض لإصابة خطيرة في مستشفى أنطاكيا] (بالتركية). سبوتنيك. 19 Feb 2019. Archived from the original on 2019-02-21.

| المناصب السياسية | المناصب السياسية | المناصب السياسية |
| ---------------- | ---------------- | ---------------- |
| سبقه بشار الأسد  | رئيس سوريا 2025– | الحالي           |